# La Belle et la Bête (film, 1991)
Pour les articles homonymes, voir Beauty and the Beast et La Belle et la Bête.
Série Classiques d'animation Disney
Bernard et Bianca au pays des kangourous
(1990) Aladdin
(1992)
Série La Belle et la Bête
La Belle et la Bête 2
(1997)
Pour plus de détails, voir Fiche technique et Distribution.
La Belle et la Bête (Beauty and the Beast) est le 39e long-métrage d'animation et le 30e « Classique d'animation » des studios Disney. Sorti en 1991 et réalisé par Gary Trousdale et Kirk Wise, c'est le troisième film du « Second âge d'or »  des studios Disney.
Inspiré du conte éponyme de Jeanne-Marie Leprince de Beaumont publié en 1757 tout en reprenant les idées du film français du même nom de Jean Cocteau, La Belle et la Bête mélange les genres de la comédie musicale et du fantastique. Parmi les acteurs et actrices ayant prêté leur voix aux personnages en version originale, on compte Paige O'Hara, Robby Benson, Richard White, Jerry Orbach, Angela Lansbury et David Ogden Stiers.
Le film est présenté pour la première fois au Festival du film de New York, le 29 septembre 1991, alors que l'œuvre n'est pas encore achevée. L'avant-première du film a lieu au El Capitan Theatre à Hollywood le 13 novembre suivant, avant une sortie nationale le 22 novembre.
Doté d'un budget de 25 000 000 dollars, La Belle et la Bête en rapporte 331 907 151 à travers le monde, dont 4,1 millions d'entrées en France. Il devient le troisième plus gros succès de l'année au box-office américain en 1991 avec des recettes de 145 millions de dollar et le troisième plus gros succès de l'année au box-office français en 1992. Acclamé de façon unanime par la critique professionnelle du monde entier ainsi que par le public, le film est récompensé de la statuette du meilleur film musical ou de comédie aux Golden Globes, devenant le tout premier film d'animation à être récompensé dans cette catégorie. Il est ensuite nommé pour l'Oscar du meilleur film et devient le premier film d'animation à être nommé dans cette catégorie avant la création de l'Oscar du meilleur film d'animation. Il obtient à cette même cérémonie l'Oscar de la meilleure musique de film et l'Oscar de la meilleure chanson originale pour Histoire éternelle, alors qu'il concourt également dans cette même catégorie pour les chansons C'est la fête et Belle.
Le succès planétaire critique et commercial du film puis de celui du spectacle musical Beauty and the Beast: Live on Stage au Disney's Hollywood Studios en 1991, lui vaut de devenir le premier film d'animation à être adapté en comédie musicale à Broadway en 1994.
Trois « suites » lui seront données : La Belle et la Bête 2 (1997), Le Monde magique de la Belle et la Bête (1998) et Belle's Tales of Friendship (1999), sorties directement en vidéo. En parallèle, un spin-off sous forme de série télévisée en prise de vues réelles, nommé Sing Me a Story with Belle, est diffusé sur Disney Channel de 1995 à 1997.
La Belle et la Bête fait son retour au cinéma en version IMAX en 2002 et est sélectionné la même année par le National Film Registry de la Bibliothèque du Congrès pour conservation du fait de son intérêt « culturel, historique ou esthétique important ». À la suite du succès de la ressortie du Roi lion en 3D, La Belle et la Bête a aussi droit à sa version en relief en 2012 aux États-Unis. Un remake, également en prise de vues réelles, La Belle et la Bête, sort en 2017 et se place parmi les plus gros succès au box-office de tous les temps.

## Prologue
« Il était une fois, dans un pays lointain, un jeune prince qui vivait dans un somptueux château. Bien que la vie l’ait comblé de tous ses bienfaits ; le prince était un homme capricieux, égoïste et insensible.

Un soir d’hiver, une vieille mendiante se présenta au château et lui offrit une rose en échange d’un abri contre le froid qui faisait rage. Saisi de répulsion devant sa misérable apparence, le prince ricana de son modeste présent et chassa la vieille femme. Elle tenta de lui faire entendre qu’il ne fallait jamais se fier aux apparences et que la vraie beauté venait du cœur. Lorsqu’il la repoussa pour la seconde fois, la hideuse apparition se métamorphosa sous ses yeux en une créature enchanteresse. Le prince essaya de se faire pardonner mais il était trop tard car elle avait compris la sécheresse de son cœur déserté par l’amour. En punition, elle le transforma en une bête monstrueuse et jeta un sort sur le château ainsi que sur tous ses occupants.

Horrifiée par son aspect effroyable, la Bête se terra au fond de son château avec, pour seule fenêtre sur le monde extérieur, un miroir magique. La rose qui lui avait été offerte était une rose enchantée qui ne se flétrirait qu’au jour de son vingt-et-unième anniversaire. Avant la chute du dernier pétale de la fleur magique, le prince devrait aimer une femme et s’en faire aimer en retour pour briser le charme. Dans le cas contraire, il se verrait condamné à garder l’apparence d’un monstre pour l’éternité. Plus les années passaient et plus le prince perdait tout espoir d’échapper à cette malédiction ; car en réalité, qui pourrait un jour aimer… une bête ? »
— Prologue du film. Texte français de Claude Rigal-Ansous.

## Synopsis

### Au village
Le prologue terminé, apparaît un petit village provincial français que l'on peut présumer dater du XVIIIe siècle. Une forêt ancienne, sombre et en partie montagneuse jouxte les lieux. Belle est une adolescente qui vit avec son père Maurice dans une maison à l'écart du centre-ville. Elle est une lectrice assidue et une rêveuse romantique. Les habitants vantent sa beauté mais ne la comprennent pas, puisque sa grande passion pour la lecture est un passe-temps qu'ils ne partagent pas. Tandis que les villageois vaquent à leurs occupation, Belle se rend chez le libraire afin de lui rendre un ouvrage qu'elle a terminé de lire en une nuit.
Gaston est le propriétaire de la taverne locale, ce qui le fait être l'un des notables de la ville. C'est un bellâtre viril, fier, orgueilleux. Il est bien bâti, large d'épaule, ses bras sont musclés et saillants. Il est aussi un chasseur assidu adepte du tromblon ou du tir à l'arc. Des dizaines de têtes animales empaillées garnissent les murs de sa taverne. Ce sont ses trophées de chasse. Il cible aussi volontiers les femmes ; plusieurs d’entre elles qui habitent la ville sont déjà sous son charme. La visualisant comme un trophée du fait de son apparence, il se décide à séduire Belle, qu'il désigne à son ami Lefou comme « la plus belle fille de la ville ». Lorsque Gaston noue le contact avec l'adolescente, cette dernière n'apprécie guère ses manières quand il fait preuve de son aversion pour la lecture ou l'imagination. Elle l'insulte à mots couverts : elle le considère comme « un analphabète basique et primaire » (ce qu'il prend comme un compliment, n'ayant pas du tout compris de quoi elle parle). Elle repousse ses avances en utilisant une diversion.
Dans la maison, Maurice tente de faire fonctionner son invention. Lorsque Belle lui demande s'il la trouve bizarre; il lui répond que non et il pense qu'elle devrait se mêler davantage à la vie du village. Maurice parvient à faire fonctionner sa machine. Il décide de partir la présenter dans la prochaine foire d'une ville voisine. Il place son appareil dans une charrette et y attèle son cheval de trait, Philibert.
Maurice doit traverser les bois. Il fait nuit et il doit emprunter un chemin précis mais il ne connaît guère les lieux. En voulant gagner du temps, Maurice s’égare en se trompant de chemin à un carrefour. Dans la précipitation, il brise une roue de sa charrette. Philibert est apeuré par des loups affamés  qu'il pressent arriver et qui s'approchent du convoi. Le cheval rue et fait tomber son maître par terre puis s'enfuit dans la nuit. Poursuivi à son tour par les loups, Maurice court dans la forêt, à l'aveuglette.
Il arrive par hasard devant le portail rouillé d'un château délabré dont il n'apparaît pas connaître la présence. Une fois l'ouverture passée, il pousse la porte d'entrée et entre dans la demeure. Un chandelier à trois bougeoirs, Lumière, le laisse entrer dans le château malgré les vives protestations de Big Ben, l'intendant du château en forme d'une horloge à pendule. D'autres serviteurs, eux aussi sous la forme d'objets d'intérieur, regardent Maurice avec surprise et inquiétude. Lumière installe Maurice devant une cheminée pour qu'il se réchauffe. L'accueil se poursuit par la préparation d'une tasse de thé par Mme Samovar, une cuisinière en forme de théière, qu'elle fait porter par son fils Zip, une tasse ébréchée. C'est alors que la Bête arrive dans la salle. Il a senti une odeur étrangère et il vient vérifier quel intrus s'est permis d'entrer chez lui. Découvrant le vieil homme assis sur son fauteuil, le maître du château devient furieux. Il empoigne Maurice puis le jette directement au cachot en invoquant l'interdiction d'entrer dans sa propriété comme raison de l'y faire croupir.
Au village, Gaston, pétri d'orgueil et de fierté, a convié tous les habitants à une fête d'épousailles. Une table est dressée, un orchestre est présent, des victuailles sont prêtes à être consommées. Gaston va faire une « demande surprise » à son « heureuse élue ». Il se présente chez Belle tout sourire, rentre sans y être invité, se déchausse et se vautre dans un fauteuil, se comportant d'ores et déjà en maître et possesseur des lieux. Les rêves de Gaston sont simplistes : expérimenter avec Belle une vie domestique avec de nombreux enfants. Il fantasme qu'en devenant sa compagne durant cette journée, « les rêves de Belle vont prendre corps ».
Bien au contraire. La jeune femme est totalement dégoûtée par les manières rustres et la vulgarité de Gaston. Elle rejette son offre avec fracas et le chasseur tombe piteusement dans la boue de la mare aux cochons, le tout devant le public hilare devant sa déconvenue.
Après avoir attendu que tout le monde soit parti, Belle sort de sa maison et clame qu'elle veut changer de vie. Elle est prise au dépourvu, au crépuscule, par le retour du cheval Philibert dont le harnachement est abîmé. L'animal est seul et effrayé. Elle le monte pour aller dans la forêt puis elle retrouve le chapeau de son père par terre derrière la grille d'entrée du château. C'est ce qui l'incite à rentrer dans les lieux.

### Au château
Dans une salle du château, Big Ben et Lumière discourent et argumentent au sujet du sort jeté sur les serviteurs. Belle entre alors par la grande porte. Lumière voit en elle la possibilité unique et inespérée de briser la malédiction. Il comprend que la demoiselle recherche son père et il parvient, silencieusement, à la guider vers le prisonnier. La Bête arrive et découvre la jeune fille à côté de Maurice. Le monstre refuse de le libérer. Belle tient plus que tout à protéger son père et elle propose alors d'échanger sa place comme prisonnière à vie. La Bête empoigne le vieil homme et l'emmène en dehors du château sans même lui laisser le temps de dire au revoir à sa fille.
Pendant que la Bête retourne au cachot, Lumière, lucide et éclairé, arrive de justesse à le convaincre de laisser Belle occuper une véritable chambre au lieu d'une cellule glacée, jouant sur la nécessité que l'adolescente puisse être respectée. La Bête l'emmène donc dans une aile du bâtiment mais lui interdit l'accès à l'aile Ouest qu'il occupe. Sur les conseils de son serviteur, il impose toutefois à la jeune femme de dîner avec lui le soir. Mme Samovar entre dans la chambre avec Zip et tente, avec une armoire parlante restant dans la chambre, de réconforter Belle. Les objets sont au courant du choix de Belle de prendre la place de son père. De leur point de vue « cela est admirable et très courageux ».
Au village, Gaston se lamente dans la taverne, furieux d'avoir été repoussé et surtout publiquement. LeFou, son meilleur ami, tente de lui remonter le moral avec l'aide d'autres habitants attablés. Maurice entre alors affolé dans la taverne en racontant ses mésaventures et le terrible sort de sa fille. Les villageois, menés par Gaston, ne cherchent ni à le croire ni à l'aider. Maurice est expulsé de la taverne, mais son récit incroyable donne une idée à Gaston qui la confie à son acolyte.
Au château, Big Ben et les autres objets-serviteurs réalisent que le sort risque de ne jamais être brisé car Belle refuse de dîner avec la Bête, elle ne cherche pas à le rencontrer. La Bête attend Belle dans la salle à manger avec impatience et stress. Apprenant que la jeune femme n'a pas l'intention de manger avec lui malgré son ordre, la Bête se rue de colère vers la chambre qu'elle occupe. C'est à grands coups de poing dans la porte qu'il lui intime l'ordre de venir dîner. Elle refuse à nouveau. Les objets implorent leur maître de prononcer « S'il vous plaît », ce que ce dernier ne fait que d'un ton contraint. Furieux du refus réitéré de Belle ; il décide que si elle ne veut pas manger avec lui, elle n'aura droit à rien du tout. La Bête retourne dans sa propre chambre puis utilise son miroir magique pour regarder et écouter la jeune femme. La voyant dialoguer avec l'armoire, il comprend que Belle ne le voit que de manière négative. Elle ne veut ni le voir ni lui parler. La rose enchantée perd un nouveau pétale.
Lorsque Belle est affamée et se décide à braver l'interdiction de sortir de la chambre, elle s'aventure de nuit dans le château et rencontre les objets parlants dans la cuisine. Elle leur demande de la nourriture mais se voit refuser à manger par Big Ben qui suit à la lettre les ordres de la Bête. Les autres serviteurs, menés par Lumière, parviennent à le convaincre de la laisser se nourrir, ne la voyant pas comme une « prisonnière » mais une « invitée ». Lumière se lance alors dans la salle à manger dans un dîner spectaculaire.
Après le repas, Belle est emmenée dans une visite du château sous la direction de Big Ben qui discourt de tout et n'importe quoi. Pris dans sa diatribe, Il ne remarque pas que l'humaine s'échappe de la visite guidée pour pénétrer dans l'aile Ouest, la seule qui lui soit interdite. Elle atteint la chambre du maître des lieux et découvre un tableau déchiré représentant un charmant jeune homme. Une jolie rose rouge dont la tige est coupée, enfermée sous une cloche en verre, flotte dans les airs près du tableau. C'est la rose enchantée offerte par la magicienne responsable de la malédiction. Alors que Belle tente d'effleurer la fleur, très surprise de cet acte de magie, la Bête arrive folle de rage (craignant probablement que tous les pétales tombent d'un coup) et lui hurle de s'en aller. Apeurée devant cet acte de fureur, Belle l'écoute de suite et s'enfuit du château avec Philibert qu'elle chevauche.
Belle galope dans la forêt mais elle vient à être attaquée par les loups. Elle est entourée par la meute et va être dévorée lorsque la Bête arrive à point nommé. Il la sauve en étant gravement mordu dans la manœuvre. Belle hésite à la fin du combat : elle peut profiter des blessures de la Bête pour s'échapper mais ce dernier étant presque immobile, et comprenant ce qu'elle lui doit, elle l'aide à revenir au château en le plaçant sur le dos de Philibert.

### Changements d'attitudes
Gaston et LeFou rencontrent pendant ce temps Monsieur D'Arque. Il est le directeur d'un asile local. En échange d'un sac rempli d'or, Gaston lui réclame un service : qu'il puisse déclarer Maurice et qu'il l’enferme dans son asile. Le tavernier sait que Belle tient beaucoup à son père. Il est certain que ce moyen de pression la forcera à se marier avec lui. L'accord étant trouvé, le trio lève un verre à la réussite de ce projet. De son côté, Maurice, constatant que personne dans le village ne veut l'aider, décide de retourner seul au château. Il part de chez lui quelques instants avant l'arrivée des deux comparses qui en veulent à sa liberté.
De retour à la demeure, Belle soigne comme elle peut la Bête devant le feu de cheminée, ce qui lui vaut de faire face à son caractère rugueux et difficile à tempérer. Elle tient à le remercier néanmoins de lui avoir sauvé la vie. Pour lui prouver qu'il est lui aussi capable de la respecter, le maître des lieux lui offre l'accès à son immense bibliothèque, ayant compris qu'elle appréciait la lecture. Les serviteurs prennent conscience de la nouvelle amitié naissante entre les deux personnages. Alors que Belle lit un livre à la Bête, elle s'aperçoit qu'il n'a plus de souvenirs pour déchiffrer les lettres, pour comprendre les mots écrits et commence à lui ré-enseigner la lecture.
Plus tard, la Bête s'habille avec l'aide de Lumière et Big Ben pour un dîner en compagnie de Belle. Il leur avoue son angoisse que la jeune fille soit effrayée s'il lui annonce qu'il l'aime. Ils l'encouragent. Ils lui rappellent que seuls quelques pétales restent sur la rose. Les deux humains se retrouvent ensemble et passent un agréable dîner.
Après avoir dansé, alors que la Bête essaie de déclarer son amour à Belle, elle lui avoue qu'elle se languit de ne pas pouvoir voir son père à cause de sa détention. La Bête l'autorise à utiliser le Miroir Magique. Elle voit son père perdu dans la forêt et transi de froid. Le maître des lieux décide alors de lui permettre de partir du château afin de rejoindre son père, qu'elle n'est plus sa prisonnière. La Bête laisse partir à regrets la jeune femme tout en lui laissant le miroir, « pour qu'elle garde un souvenir de [lui] ». Big Ben arrive pour féliciter son maître de la magnifique soirée et il est abasourdi d'apprendre qu'il a laissé partir la demoiselle. Miss Samovar fait remarquer que ce geste prouve qu'il l'aime véritablement. Le sort ne sera pourtant levé que si elle l'aime en retour… L'avant-dernier pétale de la rose enchantée tombe alors sur la table.

### Finalité
Peu après, Belle retrouve son père dans les bois et tous deux rentrent chez eux. Couché dans son lit, Maurice questionne sa fille sur son évasion du château. Elle lui répond que la Bête l'a laissé partir librement et qu'il est parvenu à changer de comportement. À ce moment-là Zip se présente à eux. Il avait suivi Belle en cachette en se faufilant dans son sac.
Au pied de la maison, une foule de villageois arrive afin de contraindre par leur nombre le placement de Maurice dans le charriot de Monsieur D'Arque. Ce dernier l'a publiquement déclaré « fou » à cause de ses histoires délirantes sur une Bête monstrueuse les ayant fait prisonniers, sa fille et lui. Gaston se précipite au-devant de Belle et en profite pour lui « proposer » de sauver son père si elle l'épouse. Elle refuse cette fois encore, ne cédant pas au chantage, ce qui fait que Maurice est empoigné pour être placé dans le charriot. Belle se sert de suite du miroir en y faisant apparaître la Bête, ce qui prouve à la foule son existence. Son père est libéré immédiatement puisque ses dires n'étaient pas des affabulations.
Le tavernier comprend que Belle n'éprouve pas de mauvais sentiments pour la Bête, pourtant physiquement monstrueux, car elle parle de cet être avec douceur et attention « Il est très tendre, et très gentil... C'est mon ami ».
Gaston, qui a conscience de sa propre beauté physique, n'est pourtant jamais parvenu à recevoir d'elle la moindre gentillesse ni attention tendre malgré tous les stratagèmes qu'il ait pu tenter jusque là. Face à ce constat d'une inversion de valeur en sa défaveur, le chasseur explose de rage et de jalousie. Il réussit à convaincre un petit groupe de villageois de le suivre au château pour assassiner la Bête.
La foule parvient à entrer dans le château, le miroir ayant servi à indiquer le chemin. Les occupants se sont préparés à l'assaut et livrent bataille. LeFou et les villageois perdent rapidement et fuient les lieux. Pendant ce temps Zip délivre Belle et Maurice, tous les deux ayant été séquestrés par les villageois dans leur propre cave. Gaston parvient à rejoindre les appartements de la Bête. Le chasseur a pris avant de partir de la taverne un arc et des flèches.
La seule pensée du maître des lieux est le départ de Belle. Il se sait condamné par sa fuite et dans sa tristesse il se laisse dépérir et attaquer sans se défendre, attendant la mort. Il réagit toutefois lorsqu'elle arrive au château pour essayer de le sauver. Après un combat acharné sur les toits du château, la Bête se refuse à tuer Gaston après que celui-ci soit rendu sans défenses, implorant sa pitié.
C'est à ce moment qu'arrive Belle sur les hauteurs, rallumant l'étincelle de vie de la Bête. Gaston profite de cette diversion pour planter une dague dans le dos de son ennemi mais il perd pied et meurt d'une chute vertigineuse.
Belle prend sur ses genoux la tête de la Bête. Il est agonisant et le dernier pétale de rose tombe alors que la vie le quitte. Belle pleine de désespoir déclare son amour pour lui.
Des étincelles éclairent alors le ciel, enveloppant et faisant léviter le corps de la Bête. Le sort se brise alors et transforme le monstre en un Prince, humain et vivant, sans blessures fatales, sans corps difforme. Le château et ses occupants reprennent alors leur aspect initial.
Une fête est ensuite organisée en l'honneur du mariage de Belle et du Prince.
Un vitrail présente Belle en robe de bal et son compagnon, tous deux dansant ensemble à leur mariage. Une rose rouge venant d’éclore est en médaillon.

## Fiche technique
- Titre original : Beauty and the Beast
- Titre français : La Belle et la Bête
- Réalisation : Gary Trousdale et Kirk Wise
- Scénario : Linda Woolverton (supervision); Roger Allers, Kelly Asbury, Brenda Chapman, Tom Ellery, Kevin Harkey, Robert Lence, Burny Mattinson, Brian Pimental, Joe Ranft, Chris Sanders et Bruce Woodside d'après Jeanne-Marie Leprince de Beaumont
- Conception graphique :
  - Direction artistique : Brian McEntee
  - Conception visuelle : Melvin Shaw
  - Cadrage (Layout) : Edward Ghertner (supervision)
  - Décors : Lisa Keene (supervision)
  - Mise au propre (Clean-up) : Vera Lanpher (supervision)
- Animation :
  - Supervision : James Baxter, Mark Henn, Glen Keane, Andreas Deja, Nick Ranieri, Will Finn, David Pruiksma, Ruben Aquino, Chris Wahl et Russ Edmonds
  - Animation des personnages : Michael Cedeno, Lorna Cook, Randy Cartwright, Douglas Krohn, Ken Duncan, Mike Nguyen, Anthony Derosa, Gee Fwee Boedoe, Tom Sito, Aaron Blaise, Broose Johnson, Brad Kuha, Joe Haidar, Ron Husband, David Burgess, Alexander Kupershmidt, Tim Allen, Rejean Bourdages, David Stephan, Barry Temple, Michael Show, Tony Bancroft, Phil Young, Dan Boulos, Mark Kausler, Ellen Woodbury, Cynthia Overman, Rick Farmiloe, Lennie Graves, Larry White et Tony Anselmo
  - Effets spéciaux : Randy Fullmer (supervision), Dorse A. Lanpher
  - Animation numérique (CGI) : Jim Hillin (supervision) avec la participation de Pixar
- Montage : John Carnochan (supervision film), Kathleen Bennett (supervision musique)
- Musique :
  - Compositeur : Alan Menken
  - Chansons : Howard Ashman (paroles), Alan Menken (musique)
  - Arrangements : Alan Menken et Danny Troob
  - Orchestrations : Danny Troob et Michael Starobin
  - Direction et arrangements vocaux : David Friedmann
- Production : Don Hahn ; Howard Ashman (exécutive) ; Sarah McArthur (associée)
- Systèmes d'animation par ordinateur : Silicon Graphics Inc., Alias Research Inc.
- Sociétés de production : Walt Disney Pictures, Silver Screen Partners IV
- Société de distribution : Buena Vista Pictures Distribution
- Budget : 25 millions de USD[2]
- Pays de production :  États-Unis
- Langue : anglais
- Format : Couleurs - 1,66:1 (1,85:1 étendu) - Dolby Stéréo
- Durée : États-Unis : 84 minutes, France : 87 minutes
- Dates de sortie :
  - États-Unis : 13 novembre 1991
  - France : 21 octobre 1992

### Édition spéciale (2002)
- Scénario : Roger Allers, Kevin Harvey et Brian Pimental
- Conception graphique :
  - Direction artistique : Edward Ghertner
  - Cadrage (Layout) : Mitchell Guintu Bernal (supervision)
  - Décors : Lisa Keene, Dean Gordon (supervision)
  - Mise au propre (Clean-up) : Alex Topete, Marshall Toomey (supervision)
  - Effets spéciaux : Steve Moore (supervision)
- Montage : Hellen Keneshea
- Coordinateur artistique : David Bossert
- Directrice de production : Angelique Yen
- Productrice déléguée : Dorothy McKim
- Format : Couleurs - 1,50:1 (IMAX) - Sonics-DDP[3]
- Durée : 91 minutes
- Dates de sortie : 
  - États-Unis : 1er janvier 2002
  - France : 1er janvier 2002

Note : La liste des « crédités » au générique étant trop longue pour être citée in extenso ici, nous n'avons repris que les principaux contributeurs.

## Distribution

### Voix originales
- Robby Benson : The Beast (la Bête)
- Paige O'Hara : Belle
- Richard White : Gaston
- Jerry Orbach : Lumière
- David Ogden Stiers : Narrateur / Cogsworth (Big Ben)
- Angela Lansbury : Mrs. Potts (Mme Samovar)
- Bradley Pierce : Chip (Zip)
- Rex Everhart : Maurice
- Jesse Corti : LeFou
- Hal Smith : Philippe (Philibert)
- Jo Anne Worley : Wardrobe (l'Armoire)
- Brian Cummings : Stove (le Fourneau)
- Alvin Epstein : Bookseller (le libraire)
- Tony Jay : Monsieur D'Arque
- Alec Murphy : Baker (le boulanger)
- Kimmy Robertson : Featherduster (Plumette)
- Mary Kay Bergman : Babette
- Kath Soucie : Bimbette
- Frank Welker : Footstool (le Repose-pieds) / Special vocal effects (effets vocaux)
- Mickie McGowan : French Peasant Woman (paysanne)
- Jim Cummings : Additional Voices

### Voix françaises

#### Version originale (1991)
- Emmanuel Jacomy : la Bête
- Bénédicte Lécroart : Belle
- François Le Roux : Gaston
- Daniel Beretta : Lumière
- Jean Amadou : Narrateur (prologue)
- Georges Berthomieu : Big Ben
- Lucie Dolène : Mme Samovar
- Clarence Le Prévost : Zip
- Georges Aubert : Maurice
- Jean-Claude Corbel : LeFou
- Claude Chantal : l'Armoire
- Jacques Giraud : le Fourneau / le boulanger
- René Morard : le libraire
- Henry Djanik : Monsieur d'Arque
- Josiane Pinson : Plumette
- Jean-Philippe Puymartin : conducteur
- Jean-Claude Donda : coiffeur
- Bernard Alane : homme de taverne
- Thierry Wermuth : marchand
- Arlette Thomas : femme tenant le bébé
- Yves Furet : Walter

#### Version longue et version originale retravaillée (2002)
Même distribution sauf :
- Lily Baron : Mme Samovar
- Christiane Legrand : Mme Samovar (chant)
- Kelyan Blanc : Zip (dialogues additionnels)
- Gérard Rinaldi : Big Ben (chant : Humain à nouveau)
- Brigitte Virtudes : L'Armoire (chant : Humain à nouveau)

## Distinctions

### Récompenses
- Oscars 1992 : Meilleure musique (Alan Menken) et Meilleure chanson originale (Alan Menken et Howard Ashman pour Beauty and the Beast).
- Golden Globes 1992 : Meilleur film de comédie ou musical, Meilleure musique originale (Alan Menken), Meilleure chanson originale (Alan Menken, Howard Ashman pour Beauty and the Beast)
- Grammy Awards 1992 : Best Instrumental Composition (Alan Menken), Best Song Written Specifically for a Motion Picture or for Television (Howard Ashman, Alan Menken pour Beauty and the Beast)
- 2002 : La Belle et la Bête des studios Disney est sélectionné pour faire partie des films conservés à la Bibliothèque du Congrès américain « pour son intérêt historique, esthétique et culturel ».[réf. nécessaire]
- Ce film fait partie de la Liste du BFI des 50 films à voir avant d'avoir 14 ans établie en 2005 par le British Film Institute[4].

### Nominations
- Oscars 1992 : Meilleure chanson (Be Our Guest), Meilleure chanson (Belle), Meilleur film (Don Hahn) et Meilleur son (Terry Porter, Mel Metcalfe, David J. Hudson & Doc Kane)

C'est d'ailleurs la première fois qu'un film d'animation était nommé aux Oscars dans la catégorie "Meilleur Film", finalement remporté cette année par le Silence des Agneaux.
- Nomination au Golden Globe de la meilleure chanson (Be Our Guest)

## Sorties cinéma
Sauf mention contraire, les informations suivantes sont issues de l'Internet Movie Database.

### Premières nationales
- États-Unis :
  - Première à New York 13 novembre 1991[7]
  - Sortie nationale : 22 novembre 1991
- Canada : 22 novembre 1991
- Bénin : 6 décembre 1991
- Philippines : 29 avril 1992
- Australie : 11 juin 1992
- Colombie : 18 juin 1992
- Brésil et Mexique : 26 juin 1992
- Argentine: 2 juillet 1992
- Corée du Sud: 4 juillet 1992
- Pérou : 9 juillet 1992
- Hong Kong : 16 juillet 1992
- Japon : 23 septembre 1992
- Royaume-Uni : 9 octobre 1992
- France : 21 octobre 1992
- Islande : 14 novembre 1992
- Suède : 20 novembre 1992
- Belgique : 25 novembre 1992
- Allemagne et Pays-Bas : 26 novembre 1992
- Autriche et Espagne : 27 novembre 1992
- Norvège: 3 décembre 1992
- Italie et Hongrie : 4 décembre 1992
- Portugal : 11 décembre 1992
- Finlande : 18 décembre 1992
- Danemark : 21 décembre 1992
- Russie: 10 juillet 1993
- Tchéquie : 17 mars 1994
- Ukraine : 22 mars 2012
- Kazakhstan : 6 décembre 2012
- Cambodge: 10 janvier 2015

### Ressorties principales
- Argentine : 11 juillet 2002
- Israël : 25 juillet 2002
- Brésil : 6 septembre 2002
- Suède : 11 octobre 2002

### Version IMAX
- Australie, France, Hong Kong, Japon et États-Unis : 1er janvier 2002
- Belgique : 2 janvier 2002
- Pologne et Royaume-Uni : 4 janvier 2002
- Islande : 9 août 2002

## Sorties vidéo
- 30 octobre 1992 : VHS (Québec) avec format 4/3.
- 26 octobre 1993 (France) : VHS avec format 4/3 (Plein écran) et Laserdisc avec format 1,66:1.
- 23 octobre 2002 : VHS avec format 4/3, DVD et Double DVD Collector avec format 1,85:1, deux versions, version originale et version longue, restauration numérique, effets sonores et doublage français retravaillés (et ce dans les deux versions). La version longue marque l'introduction de la chanson Être humain à nouveau, ainsi qu'un nouveau travail sur les arrières plans du film, puisque le château est remis en état par les domestiques. Dans la version courte, il reste délabré jusqu'au dénouement.
- 27 novembre 2002 : Bipack 2 DVD (VHS) avec format 1,85:1 et restauration numérique et doublage français retravaillé.
- 6 octobre 2010 : Blu-ray Disc avec format 1,85:1, restauration intégrale numérique du master d'origine en 4K et encodage MPEG-4 AVC. Restauration sonore également étendue à 8 canaux (7.1) en DTS haute résolution. Fourni avec un Blu-ray Disc de Bonus.
- 2013 : Blu-ray Disc en relief 3D, sans le disque blu-ray de Bonus.

## Les origines

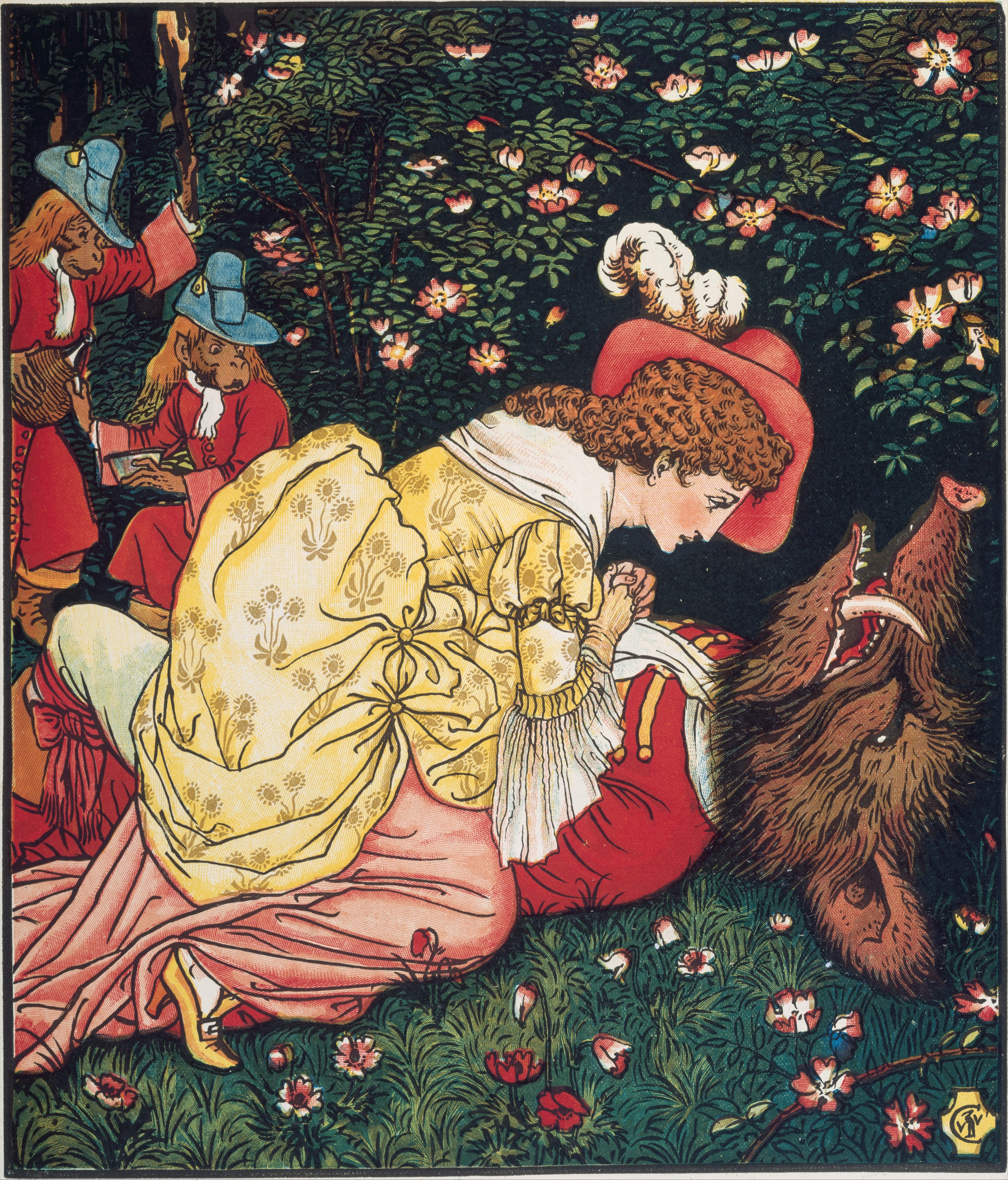
Illustration de La Belle et la Bête par Walter Crane en 1874, qui imagine la Bête en sanglier.

Le conte apparaît pour la première fois en France sous la plume de Gabrielle-Suzanne de Villeneuve, en 1740, dans un recueil de contes, La Jeune Américaine et les contes marins, publié anonymement, où différents passagers d'une traversée maritime se racontent des histoires pour passer le temps. Le conte y est raconté par la femme de chambre de l'héroïne.
La plus célèbre version de La Belle et la Bête est publiée et abrégée par Jeanne-Marie Leprince de Beaumont en France en 1757,. Trois ans plus tard, cette version paraît en anglais dans l'anthologie Magasin des adolescentes, ou Dialogues entre une sage gouvernante et plusieurs de ses élèves de la première distinction.
Longtemps avant que les artistes de Disney ne décident de réaliser la version animée, plus de trente versions filmées ont déjà été réalisées, à commencer par celle des frères Pathé en 1899. À la fin des années 1930 à la suite du succès de Blanche-Neige et les Sept Nains en 1937 puis dans les années 1950, Walt Disney essaie d'adapter la Belle et la Bête,. Mais il n'arrive pas à trouver avec son équipe de traitement approprié, aussi le projet est mis de côté.
Peter M. Nichols considère que l'adaptation de Jean Cocteau, La Belle et la Bête de 1946, film surréaliste en noir et blanc avec Jean Marais et Josette Day, a découragé Disney de tenter une nouvelle adaptation. Cette adaptation est par ailleurs la plus célèbre des versions filmées sur le thème de La Belle et la Bête.
En 1952, le film La Fleur écarlate de Lev Atamanov est inspiré de la version russe du conte de La Belle et la Bête écrite par Sergueï Timofeïevitch Aksakov. Ce film s'appuie énormément sur la rotoscopie,. La Fleur écarlate est une œuvre diffusée sous la forme d'une série télévisée à la télévision américaine au début des années 1960. Puis, Jove Films ressort l'œuvre en vidéo dans le cadre de la collection de Mikhaïl Baryshnikov, « Les Contes de mon enfance », à la fin des années 1990.
Alors que Walt Disney se concentre sur les films en prises de vues réelles et les parcs à thèmes, Frank Thomas et le reste de l'équipe des « Neuf Sages », tentent de raviver l'intérêt de Walt Disney pour l'animation. Malgré l'envie de ce dernier d'animer La Belle et la Bête, les Walt Disney Archives et l'Animation Research Library ne possèdent ni croquis ni notes de scénario.
À l'image de Blanche-Neige et les sept nains et Cendrillon, les équipes de production doivent trouver une nouvelle approche s'ils veulent séduire les spectateurs.

## Production

### Genèse

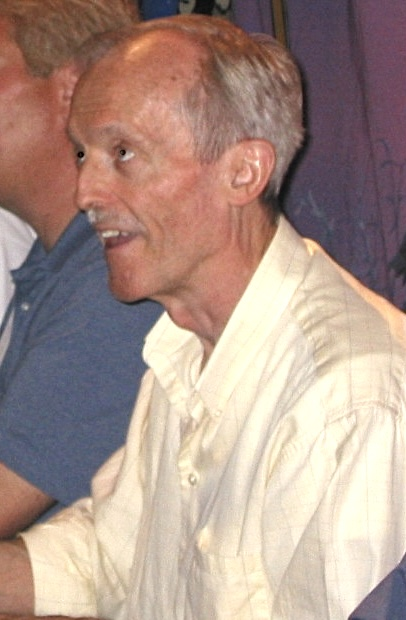
Don Bluth, ici photographié en 2006, est le premier cinéaste ayant voulu réaliser une œuvre animée sur La Belle et la Bête.

Les artistes de Disney savent que leur film sera jugé à l'aune de ses nombreux prédécesseurs. Des années après la mort de Walt Disney, plusieurs artistes commencent à proposer des dessins et des synopsis dont les tout premiers sont l'œuvre des vétérans Pete Young, Vance Gerry et Steve Hulett en 1983. Dans cette version, le prince d'un riche petit royaume adore faire des courses en carrosse dans la forêt, ce qui effraie les animaux. La sorcière des bois le transforme en « grosse créature féline » pour lui apprendre l'humilité. Ce sont des animaux, et non des objets enchantés, qui tiennent compagnie à Belle dans un château en ruine. Vance fournit quelques croquis intéressants, mais ceux-ci ressemblent à des illustrations de livre pour enfant plutôt que des séquences de dessins animés.
En 1984, Don Bluth souhaite réaliser une première version animée de La Belle et la Bête centrée sur l'idée qu' « une chose doit être aimée avant d'être aimable. ». Mais cette version ne sera jamais réalisée. Deux ans plus tard, Phil Nibbelink et Steven E. Gordon, qui appartiennent à la nouvelle génération d'animateurs, écrivent un synopsis avec, comme phrase d'accroche : « La solitude peut changer un homme en bête, et l'amour véritable le racheter. » Ils s'inspirent du conte originel de 1757 et du film de Cocteau, notamment de la scène où Belle fait boire la Bête dans ses mains. Un faucon qui fait semblant d'être empaillé sert de confident et de compagnon. Belle découvre que la Bête « est un gentil seigneur ensorcelé par une méchante fée », mais l'histoire ne dit ni comment ni pourquoi.
Lorsque Disney commence à adapter La Belle et la Bête, une série télévisée adaptée du roman de Madame Leprince de Beaumont est diffusée à partir de 1987. Linda Hamilton interprète le rôle de Catherine et Ron Perlman interprète le rôle de Vincent, un mutant léonin qui vit dans des tunnels sous la ville de New York. Ils développent un lien psychique qui permet à Vincent de porter secours à Catherine lorsque celle-ci est en danger. La série, qui propose des scènes d'actions mélangées à des scènes à l'eau de rose, compte trois saisons et remporte un Golden Globe ainsi que plusieurs Emmy.

Le processus qui mène à la réalisation du film démarre lorsque Jim Cox soumet deux scénarios début 1988. Cox est par ailleurs le scénariste d'Oliver et Compagnie et écrit déjà le scénario de Bernard et Bianca au pays des kangourous. De ses propres mots, Cox révèle que cinq projets lui sont présentés dont notamment La Belle et la Bête qui figure en dernier sur la liste et qu'il finit par choisir. Jim Cox situe l'action dans la France rurale du XVe siècle. Il garde les deux sœurs ainées du conte de Jeanne-Marie Leprince de Beaumont et donne à Belle trois prétendants bons à rien. Son père devient un inventeur, tête en l'air mais adorable. Au château de la Bête, il rencontre des objets enchantés mais muets, dont des plats et des couverts qui lui servent à dîner et un chandelier timide. Jim Cox explique être un admirateur du film de Cocteau dont de « la magie des bras qui sortent des murs et qui tiennent les chandeliers ». Selon lui, le personnage du chandelier est un hommage à Cocteau. Il déclare également que les domestiques du château qui ont été transformés en objets est l'idée centrale du scénario : « L'anthropomorphisme, ça me parle. J'ai toujours pensé que si le père de Belle était un inventeur, cela donnerait lieu à des interactions amusantes avec les objets, parce qu'il les considérerait comme des inventions ».  Subjugués par la beauté de leur invitée inattendue, les objets enchantés se mettent en quatre pour lui plaire. Le premier soir, les images fantastiques de la journée culminent en un rêve musical. Toutes les choses muettes ont finalement une voix et chantent pour elle. Jim Cox ajoute aussi une scène où la Bête sauve Belle d'un loup gris. Puis, les prétendants de Belle et ses sœurs viennent au château pour attaquer la Bête et lui voler son trésor. À l'instant où le baiser de Belle rend à la Bête son apparence humaine les envahisseurs se transforment en animaux qui reflètent leur défauts : un paon pour la vanité, un cochon pour la cupidité, et ainsi de suite.

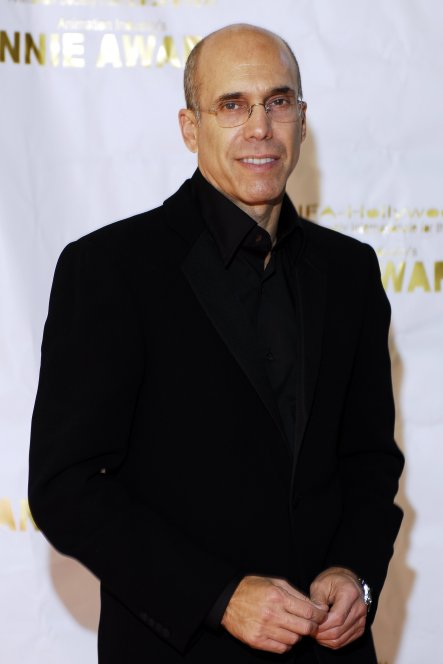
Jeffrey Katzenberg, ici en 2006 aux Annie Awards, était le président du Walt Disney Pictures et dirigeant de la mise en place du projet d'adaptation de La Belle et la Bête.

Jim Cox raconte que les cadres ont beaucoup aimé le deuxième synopsis : « j'étais au Mexique avec ma femme (Penney Finkelman Cox), qui produisait Chérie, j'ai rétréci les gosses. C'était avant l'ère des téléphones portables. Michael Eisner a réussi à me joindre dans notre maison de location. Il m'a dit qu'il adorait l'histoire, qu'ils allaient faire le film, et il m'a félicité... ». Michael Eisner, qui est PDG de Disney, demande au directeur des studios, Jeffrey Katzenberg, de produire un film d'animation par an afin de rentabiliser le studio,.
Afin d'occuper l'antenne londonienne, le studio Disney relance le projet d'une adaptation de La Belle et la Bête. Cox transforme son synopsis en scénario, mais celui-ci est rejeté par Jeffrey Katzenberg. Dans le scénario suivant, Gen LeRoy ajoute de nouveaux personnages et de nouvelles situations :

« Grefoyle, « un magicien sage et puissant », transforme le prince Anton en bête pour avoir empoisonné son frère aîné, Albert, afin de s'emparer du trône. Christian, le troisième frère au grand cœur, devient roi et se fiance avec Belle. Lurk, un magicien incompétent, a pour mission de veiller sur eux à la mort de Grefoyle. Belle est un garçon manqué et une farceuse. Christian réussit à gagner son cœur mais Anton s'empare d'une mystérieuse pierre en forme de cœur. Grâce à elle, il prend l'apparence de son frère, qu'il transforme en bête. Il transforme également Lurk en souris et les domestiques en animaux, insectes et objets. Puis il recrute des hommes de main en changeant des vautours et des requins en humains. Belle libère la Bête et ensemble, ils combattent l'usurpateur. Quand ce dernier tombe d'une falaise, le sort est rompu pour tout le monde, sauf pour Christian, condamné à demeurer une bête. Il rompt ses fiançailles, mais Belle reste avec lui car elle a appris à aimer « son visage poilu ». Elle explique qu'« il est comme un gros chat affectueux ». L'amour de la jeune femme permet à Christian de retrouver son humanité. Le couple se marie et vit heureux jusqu'à la fin de ses jours. »

— La Belle et la Bête : L'histoire éternelle d'un chef-d'œuvre
Katzenberg rejette cette histoire qui n'a pas grand-chose à voir avec le conte d'origine. Il confie la réécriture à Linda Woolverton, auteure de cartoons du samedi matin. Il propose la réalisation du film à Richard Williams,, déjà directeur de l'animation oscarisé pour Qui veut la peau de Roger Rabbit,. Mais Williams veut terminer dans un premier temps son travail sur Le Voleur et le Cordonnier sur lequel il travaille depuis des années. Il suggère cependant les noms de Richard et Jill Purdum, un couple qui dirige un studio publicitaire respecté à Londres.

### Développement

#### Version initiale et premiers storyboards

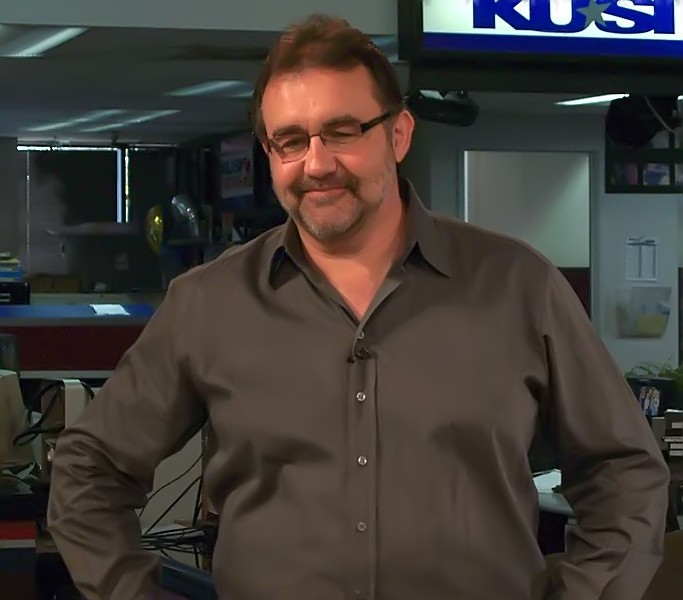
Don Hahn, le producteur de La Belle et la Bête, ici en 2009.

Les Purdum acceptent l'offre. Don Hahn est nommé producteur et une petite équipe technique se met au travail dans le studio situé sur Goodge Street, près du British Museum : Glen Keane, Andreas Deja, Tom Sito, Darek Gogol, Hans Bacher, Jean Gillmore, Thom Enriquez, Paul Demeyer, Alyson Hamilton, Mel Shaw et Michael Dudok de Wit. Au cours des semaines suivantes, ils produisent des centaines de dessins et de peintures : des tableaux d'inspirations, des études de personnages et des storyboards pour l'ouverture du film. Selon Don Hahn, l'atmosphère est très positive, les dessins et les études sont « géniaux » hormis ce qui devait l'être à l'origine c'est-à-dire : les personnages, l'émotion et l'histoire. Hahn trouve le travail produit non amusant et se demande si cela allait plaire au public américain.
Le premier scénario de Linda Woolverton se situe dans la France du XVIIIe siècle. À Londres, les artistes choisissent une date : 1709. Mais les dernières années du règne de Louis XIV sont plutôt monotones. Sous l'influence de la prude Mme de Maintenon, le souverain vieillissant renonce au mode de vie spectaculaire et fastueux de ses débuts. « Les hommes ne portent plus d'énormes perruques ni de longs habits. Ils n'ont pas encore adopté le style classique du XVIIIe siècle, incarné par Louis XV. Belle et sa famille vivent à la campagne plutôt qu'à Paris ou à Versailles. Honnêtement tout paraissait un peu terne. » Très souvent, les artistes peaufinent et façonnent l'histoire pendant l'étape du storyboarding, mais Jeffrey Katzenberg leur demande de s'en tenir au script. Andreas Deja témoigne : « J'ai appris à storyboarder sur une séquence où Gaston essaie de séduire Belle. Clarice, la petite sœur, les interrompt. J'avais du mal à dessiner quelque chose qui ne soit pas en mouvement. En animation, toutes les lignes doivent suggérer le mouvement. Mais dans un storyboard, certains éléments sont censés rester fixes. Ce fut un vrai défi pour moi. »
Cette version de La Belle et la Bête commence ainsi :

« « Il était une fois un marchand, veuf de son état, qui possédait une belle maison et de nombreux navires en mer... » Maurice, le marchand, qui ressemble à l'acteur Jack Lemmon, perd sa fortune. Au même moment, sa sœur Marguerite, une femme cupide, rejoint sa maisonnée. Belle, sa petite sœur Clarice et leur chat Charley déménagent avec leur père et leur tante dans une chaumière à la campagne. La tante Marguerite n'apprécie pas d'être tombée si bas et fait tout pour marier Belle au marquis Gaston, un aristocrate un peu dandy. Pour son dix-septième anniversaire, Maurice offre à Belle une boite à bijoux musicale qui appartenait à sa mère. Mais les soldats viennent réclamer une taxe impayée. Le marchand doit reprendre la boite à musique et la vendre. Il se rend à la ville voisine, mais l'objet est détruit. En rentrant chez lui, Maurice se perd dans la forêt. Une meute de loups le pourchasse jusqu'au château de la Bête. Pendant que des brosses prennent soin de son cheval Orson, des objets enchantés sans visage ni voix s'occupent du marchant. »

#### Un scénario trop sombre et rejeté

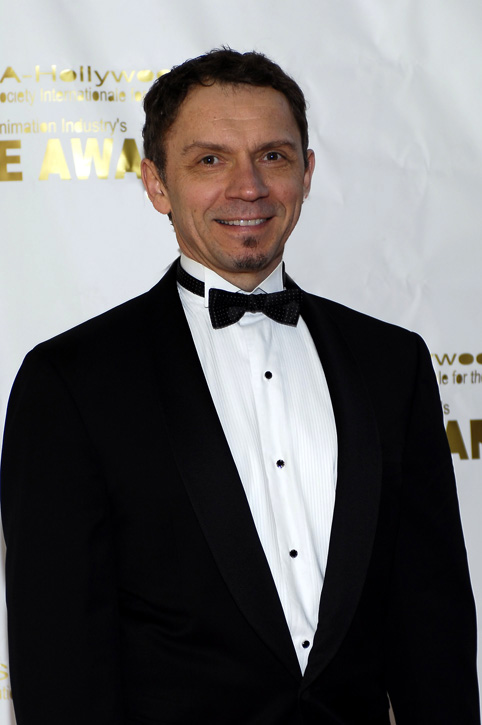
Andreas Deja, ici présent aux Annie Awards en 2006, est animateur superviseur sur La Belle et la Bête, notamment pour le personnage de Gaston.

Les artistes ne storyboard pas la scène où Maurice cueille la rose et se retrouve nez à nez avec la Bête. Ils passent directement à celle où il rentre chez lui dans une chaise à porteurs volante. Pendant que son père dort, Belle monte dans la chaise pour que celle-ci la conduise au château. Charley le chat l'accompagne. En découvrant son absence, la tante Marguerite réussit à convaincre le crédule Gaston d'attaquer le château pour récupérer Belle et tuer la Bête. Selon Andreas Deja, ce début d'histoire manquait de personnalité tout en mettant en avant le fait que la notion de divertissement était inexistante. Mais les exigences des cadres sont les suivantes : storyboarder ces pages-là sans rien y changer. Don Hahn se rend en Floride fin septembre, accompagné de Richard Williams. Ils s'installent dans une petite salle de projection flambant neuve aux studios Disney-MGM (aujourd'hui rebaptiser Disney's Hollywood), qui viennent tout juste d'ouvrir. Ils présentent les vingt premières minutes de leur œuvre à Jeffrey Katzenberg. Ce dernier veut absolument impliquer dans le projet Howard Ashman et Alan Menken et mettre le film en musique. Son souhait est de rendre le film plus divertissant et plus commercial car il le juge trop sombre, signifiant qu'il faut tout recommencer. Le président de la Walt Disney Feature Animation à l'époque, Peter Schneider, trouve également le film très sombre et impossible à animer. Pour lui, ces premières minutes ressemblent beaucoup au film de Cocteau, très sombre et trop sérieux, ne trouvant aucune ressemblance à un dessin animé Disney.
Aux yeux de Katzenberg, Belle et Gaston manquent de personnalité tandis que Maurice et Clarice en ont encore moins. L'intrigue se déroule à un rythme lent et n'avance que par le biais du narrateur et de la tante Marguerite. Pour Andreas Deja, le personnage de la tante repoussait le père au second plan et rappelait trop l'histoire de Cendrillon. Don Hahn explique que l'équipe avait de la matière pour la tante, la petite sœur, le chat, le père, tout le monde sauf Belle, ce qui indique généralement que l'on ne sait pas quoi faire du personnage principal. À ce moment la, le personnage de la Bête n'est pas encore en développement car il n'apparait pas dans les premières minutes du film. L'équipe a d'ores et déjà plusieurs plans visuels que Don juge « incroyables », notamment avec une chaise à porteurs qui vole au-dessus des toits de France. Cependant, les objets se déplacent mais ne sont pas aussi définis que dans la version finale future du film et Don Hahn juge le résultat « plat ».
Le ton de l'histoire change de manière erratique et gênante. En ville, Maurice attire le regard concupiscent d'une femme à l'apparence douteuse,. Il s'ensuit alors une séquence comique où le cheval de Maurice, Orson, fait un écart lorsqu'une grande culotte de femme tombe sur ses yeux. Mais cela se termine sur une note tragique puisqu'un carrosse écrase la boite à musique. Au château de la Bête, Orson se cache des objets-palefreniers en claquant des dents. Cette ambiance de cartoon va à l'encontre de ce qui est censé être une rencontre magique entre Maurice et les domestiques enchantés. Dans ce scénario, Belle ne rencontre la Bête qu'à la page 32. En prenant en compte qu'une page de scénario représente une minute de long-métrage et qu'un film animé dure en moyenne soixante-quinze ou quatre-vingts minutes, plus d'un tiers du film s'est déjà écoulé avant que les principaux personnages ne se croisent. Pour une romance, cela représente une embûche. Andreas Deja dévoile qu'un tiers du film est storyboardé à Londres mais qu'une fois présenté aux cadres, ces derniers le rejettent en bloc. Don Hahn annonce la mauvaise nouvelle à l'équipe tout en leur annonçant leur départ pour la France pour des travaux de recherche.

#### Départ pour la France: un voyage de recherche
« Lorsqu'on arrivait dans l'un des châteaux, pendant que les autres touristes admiraient les tableaux de Georges de La Tour ou les lustres en cristal, Don photographiait le grain du parquet. Hans sortait du minibus avec ses appareils et traversait une pelouse en courant pour capturer un rayon se réfléchissant sur un bassin. Deux touristes de Bel Air nous ont suivis dans trois châteaux parce qu'ils se demandaient ce que l'on fabriquait. »
- Tom Sito au sujet des recherches de l'équipe des animateurs en France durant la production de La Belle et la Bête.
Le 29 août 1989, Hans Bacher, Andreas Deja, Thom Enriquez, Jean Gillmore, Don Hahn, Tom Sito et les Purdum quittent Londres pour passer cinq jours dans la vallée de la Loire. Ils visitent les châteaux de Chambord, Chaumont, Blois, Chenonceau et Azay-le-Rideau. Don Hahn explique qu'en tant qu'Américain, lui et son équipe ont une certaine vision de la France mais sur place, ils découvrent des détails auxquels ils n'avaient pas pensé : la lumière est différente, les couchers de soleil ou la couleur de la pierre aussi. La différence va aussi de la texture des draps à celle des tapis en passant par la l'odeur des vieilles demeures. Pour Hahn, ces détails donnent une idée des volumes et de la culture, détails impossible à retrouver dans un livre.
Comme tout artiste, les animateurs font des croquis sur papier ou dans leur têtes et notent des idées qui nourriront leur travail. Même s'ils cherchent à évoquer une vision stylisée de la France, ils ont besoin d'étudier les édifices et les paysages dans la réalité. Hans se déplace à quinze centimètres du sol juste pour « voir ce que ça ferait d'être un objet se déplaçant sur le plancher de certains châteaux. » L'équipe visite des grands pavillons de chasse avec des andouillers aux murs qui leur font penser au personnage de Gaston. Don Hahn se souvient de la longue allée de Chambord qui est un énorme édifice en pierre dédié à la chasse. Il termine en dévoilant que ce voyage les a vraiment inspirés, tout en renouvelant leur enthousiasme.
Les animateurs se mettent d'accord pour tout recommencer et montrer le meilleur des détails dans le futur long-métrage d'animation et reviennent à Los Angeles. Peu de temps après, l'équipe apprend que la réalisation du film est tenue par Kirk Wise et Gary Trousdale alors que plusieurs membres de l'équipe se voient confier d'autres projets.

#### Changements majeurs dans la production et désaccord scénaristique sur le prologue du film

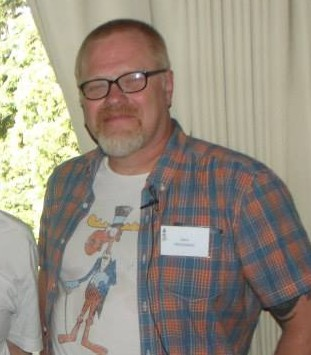
Gary Trousdale, ici au Festival international du film d'animation d'Annecy en 2014, est l'un des deux réalisateurs de La Belle et la Bête.

À Los Angeles, Glen Keane se voit dirigé vers la production de Bernard et Bianca au pays des kangourous pour l'animation de l'aigle tandis que Andreas Deja et Tom Sito se retrouvent sur Le Prince et le Pauvre, avec Mickey Mouse en vedette. Jean Gillmore quant à lui part sur Aladdin.
Don Hahn, les Purdum et Linda Woolverton commencent à transformer La Belle et la Bête en comédie musicale avec l'aide d'Howard Ashman et Alan Menken, qui travaillent aussi sur Aladdin. Mais la production ralentit lorsque Jill et Dick Purdum comprennent que Jeffrey Katzenberg ne ferait pas le film qu'ils ont en tête. Richard démissionne à l'amiable en décembre 1989. Pour le remplacer, Katzenberg fait appel à deux jeunes artistes, Kirk Wise et Gary Trousdale qui n'ont à leur actif qu'un court-métrage de quatre minutes pour l'attraction Cranium Command, ouverte en 1989 au parc EPCOT Center,,. Avant de leur donner officiellement le poste, Peter Schneider les nomment réalisateurs intérimaires avant de les mettre au travail pour voir ce qu'ils allaient faire du film. Kirk Wise est alors âgé de vingt-six ans lorsqu'il décroche le poste de réalisateur en duo avec Trousdale. Fraichement promus, les deux hommes passent tout d'abord les premiers mois au Marriott Residence Inn de Fishkill, dans l'État de New York, endroit de prédilection d'Howard Ashman. Leur journées se résument à lancer des idées, travailler l'histoire et la manière de la transformer en comédie musicale à l'aide de démos au piano électrique, joués par certains story-boarders comme Brenda Chapman, Roger Allers, Sue Nichols et Chris Sanders. Don Hahn, Gary Trousdale, Howard Ashman et Alan Menken sont aussi présents.
Une nouvelle version du conte commence à émerger. Belle n'est pas une jeune fille passive qui ne veut qu'une rose, elle devient une jeune femme intelligente et active qui étouffe dans sa petite ville de province. Howard Ashman et Linda Woolverton se mettent d'accord : déjà à cette époque, une héroïne présentée comme une victime n'allait pas passionner les foules. Ils décident d'en faire une passionnée de lecture alors que les cadres du studio en déduisent qu'elle ne serait pas assez active. L'équipe résout ce problème en montrant Belle marcher tout en lisant. Pour ce détail, Linda Woolverton s'inspire directement de son enfance et des fois où elle allait acheter du lait pour sa mère tout en lisant sur le trajet du magasin. Les artistes estiment que Belle, à dix-sept ans, est plus mature qu'Ariel : « Ariel est à l'aube de l'âge adulte, elle se découvre. Mais Belle sait parfaitement qui elle est » ajoute Linda Woolverton.
Jeffrey Katzenberg insiste sur le fait que l'histoire doit se focaliser sur la Bête. Selon le producteur Tom Schumacher, les artistes parlent beaucoup de Belle, de sa relation avec son père et avec sa tante. Katzenberg est le premier à les rappeler à l'ordre car pour lui, le principal arc narratif n'est pas celui de la Belle mais celui de la Bête. Lors d'une réunion le 11 novembre 1990, ce dernier déclare qu'il faut davantage montrer le concept « d'âme torturée emprisonnée dans un horrible corps de bête » sans être obligé de montrer de la colère et du ressentiment. Il veut mettre en avant un homme qui a perdu tout espoir. Il demande à son équipe de faire du personnage une personne qui a commis une erreur et qui en paie un prix si terrible qu'il a perdu toute ambition de redevenir humain. Deux semaines plus tard, il écrit à Glen Keane à propos du prologue : « Le langage corporel de la Bête doit montrer qu'il est brisé. Il faut que l'on comprenne, dès les premières images, qu'il vit seul, désespéré et dans une profonde détresse. Il est irascible, immature et frustré. » Il s'agit de trouver comment la malédiction frappe la Bête, ce qui donne lieu à un grand désaccord.
Howard Ashman envisage le prologue sous forme d'une séquence entièrement animée ou l'on découvre un prince de sept ans qui refuse d'abriter une vieille femme pendant une tempête,. Mais cette femme est en réalité une belle magicienne qui poursuit l'enfant dans le château en lançant des sorts qui transforment les domestiques en objets. Puis elle change le prince en Bête. La séquence se termine sur le petit monstre qui hurle : « Revenez ! Revenez ! » derrière l'une des fenêtres du château. Gary Trousdale et Kirk Wise détestent cette idée. Wise imagine la vision d'un enfant maquillé comme Eddie Munster et habillé comme le petit Lord Fauntleroy, ce qui le braque. Il est désigné par l'équipe pour annoncer à Howard Ashman leur refus face à cette proposition, en prétextant avoir une autre idée et le fait d'infliger un sort terrible à un enfant étant trop « facile » pour émouvoir les spectateurs, ce qui provoque la colère d'Ashman. Finalement, Gary Trousdale et Kirk Wise finissent par l'emporter en « se montrant plus têtus ». La séquence animée imaginée par Howard est remplacée par une série de vitraux commentée par David Ogden Stiers. C'est à Vance Gerry, un vétéran du studio Disney, que revient la tâche de storyboarder la séquence.

#### Évolution des personnages, tensions et travail d'équipe

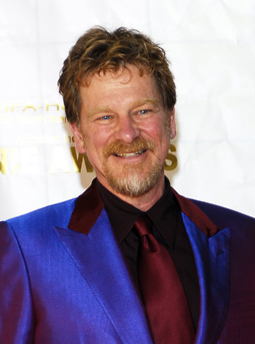
Roger Allers, superviseur dans la production de La Belle et la Bête, ici présent à la 34e cérémonie des Annie Awards en 2007.

À mesure que l'histoire évolue, les personnages secondaires changent aussi. Les premières versions du scénario évoquaient une boîte à musique qui servait de confidente à Belle,. La boite en question ne parlait pas, mais elle répondait par des morceaux de musique. Tom Schumacher souligne que : « cela créait un anachronisme immédiat puisqu'il aurait fallu jouer des chansons du XXe siècle, plus évocatrices » L'équipe apprécie l'idée d'un personnage avec une voix musicale rappelant celui de Clochette. Chris Wahl fournit à l'équipe des dessins « très mignons » selon Kirk Wise. Mais cela donne des planches presque impossibles à présenter. Kirk Wise avance qu'il leur faut réaliser des « ding ding » en espérant que Jeffrey Katzenberg comprenne ce que la boîte à musique ressent.
Linda Woolverton écrit de son côté dans le scénario qu'une petite tasse prénommée Zip annonce l'arrivée de Belle à Mme Samovar[réf. nécessaire]. Le fait que Zip soit capable de parler permet aux artistes de l'inclure dans davantage de scènes, car elles sont plus faciles à présenter. Le lien filial qui l'unit à Mme Samovar lui donne une humanité qui fait défaut à la boite à musique. Lors d'une réunion le 16 décembre 1990, Jeffrey Katzenberg déclare avec enthousiasme : « Faites de Zip une star ! Montrez-le davantage. Il a une voix et une personnalité géniales. On ne peut pas se priver d'un personnage aussi adorable. »
Lors de l'élaboration du storyboard, qui est un processus houleux dans le développement d'un film, Linda Woolverton s'oppose fréquemment aux artistes sans comprendre réellement comment fonctionne l'animation. Les storyboarders modifient les dialogues pour les adapter aux images, ce que la scénariste n'apprécie guère. Elle déclare elle-même : « Ça ne s'est pas bien passé du tout. J'étais une scénariste choisie par Jeffrey Katzenberg pour créer un récit linéaire, d'une seule voix. Howard était malade, alors j'étais toute seule pour défendre le travail que l'on avait fait ensemble. L'apprentissage fut rude. » En dépit des disputes, les storyboarders développent un véritable esprit de corps. Ils font des dessins, les épinglent au mur et présentent leur vision à leur collègues avant de les montrer aux réalisateurs et à Jeffrey Katzenberg. Chaque image et chaque ligne de dialogue sont retravaillées. Le superviseur Roger Allers explique que les artistes ont abordé le film en se disant que chaque planche est une expérience, en prenant le risque de voir si elle fonctionne ou pas. Il en déduit que c'est d'ailleurs pour ça que la version finale du film est aussi bonne : lorsque quelqu'un avait une meilleure idée, les artistes l'incluaient dans le storyboard. Roger Allers attribue une bonne partie de cette camaraderie au producteur Don Hahn. Tous les vendredis soir, lorsque les animateurs viennent faire approuver leurs scènes, Don Hahn et son assistante Patti Conklin distribuent des bonbons et des friandises, ce qui permet aux artistes de célébrer la fin de la semaine. Selon Roger Allers, Don Hahn endosse toujours le rôle de médiateur. Il ajoute que si Jeffrey Katzenberg dit quelque chose qui leur fait l'effet d'une bombe, Don Hahn les réunit et, calmement, les aide à s'organiser. Pour Chris Wahl, le vendredi est « un moment magique » au cours duquel l'équipe se rassemble pour voir les planches de chacun et écouter les présentations. A contrario de Brenda Chapman qui est très timide lorsqu'elle présente ses planches, Roger Allers est l'un des « meilleurs présentateurs de storyboard de tous les temps » selon Jeffrey Katzenberg.

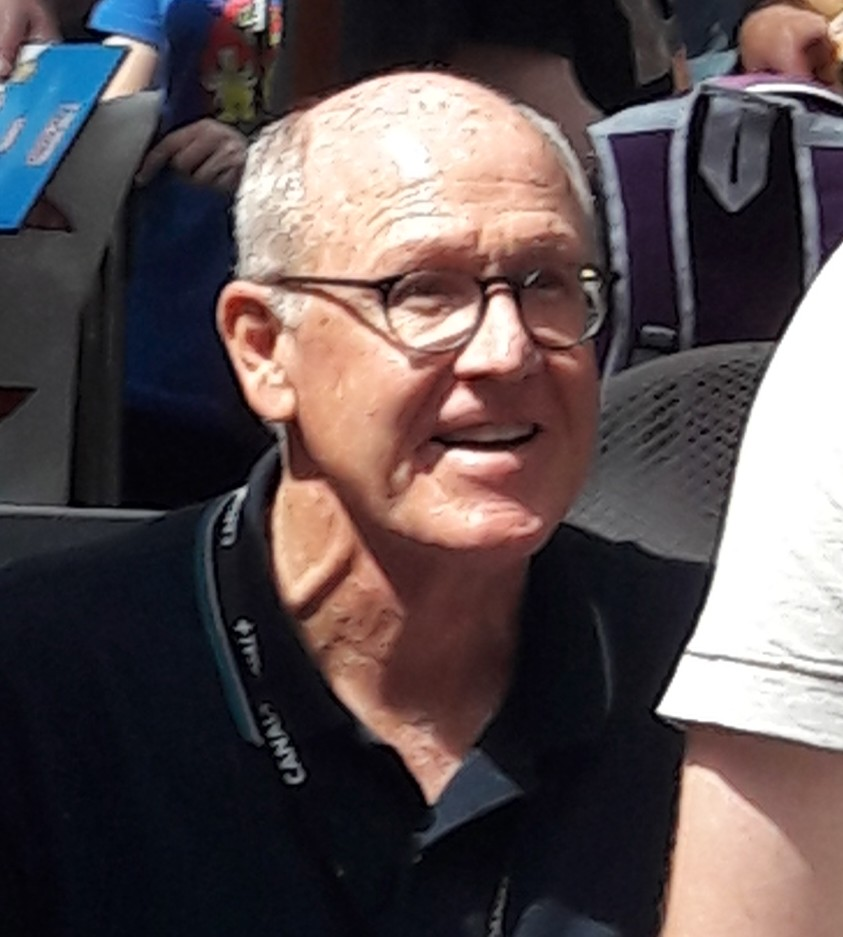
Glen Keane, ici au festival international du film d'animation d'Annecy en 2017, est l'animateur et créateur du personnage de la Bête.

À mesure que le storyboarding se poursuit, l'histoire commence à se cristalliser autour de moments susceptibles de séduire les spectateurs. Glen Keane anime la scène ou la Bête tambourine à la porte de Belle parce qu'elle refuse de descendre dîner. Big Ben le supplie de se conduire en gentleman. Mais Belle s'entête, et la Bête grogne en montrant la porte d'un air outré. Glen Keane, qui a pour habitude d'animer des scènes qu'il a déjà vécues, raconte que tout le monde connaît ce sentiment de frustration quand on essaie de contenir sa colère pour se montrer gentils, sentiment que ressent la Bête dans cette scène. Selon lui, lorsque Belle refuse de descendre et qu'il fait ce geste, c'est comme s'il disait : « Voilà ce que me rapporte ma gentillesse. » Brenda Chapman écrit et storyboard la scène dans laquelle Belle donne les premiers soins à la Bête qui l'a sauvée des loups, une scène dont elle est particulièrement fière. Dans celle-ci, les deux héros commencent à se rendre compte qu'ils ont beau être mal assortis, en fait, ils s'apprécient. Elle lui tient tête et hausse le ton quand il rugit, puis elle le remercie gentiment. Brenda Chapman storyboard cette scène assez tôt dans la production. Selon Kirk Wise, il fallait que cette scène soit dans le film car il s'agit de la première dans laquelle les deux personnages s'adoucissent alors qu'ils ne faisaient que se disputer jusqu'à présent. Avant ça, la Bête tournait en rond en faisant beaucoup de bruit, ajoute-t-il. C'est grâce aux storyboards de Brenda Chapman que la Bête dévoile un côté drôle et chaleureux, arrivant même à se plaindre auprès de Belle tout en démontrant son adoration. Une forme de vulnérabilité naît chez le personnage, ce qui est très important pour le développement de ce dernier.
Toutes les séquences ne sont toutefois pas aussi brillantes, et certaines sont même supprimées. Pour la scène ou la Bête donne la bibliothèque à Belle, c'est Brenda Chapman qui se charge de storyboarder la première version. Selon elle, la scène n'était pas assez convaincante, un jugement appuyé par Jeffrey Katzenberg qui trouve ce storyboard « moyen et pas suffisant ». Chris Sanders se rappelle également de la séquence ou Belle s'enfuit du château et qu'il à lui-même storyboardé. Terrifiée par la colère de la Bête, qui lui reproche d'avoir violé l'intimité de son repaire dans l'aile ouest, Belle décide de rompre sa promesse et de fuir. En y réfléchissant, Chris Sanders imagine un long et dangereux périple : « Comment s'échapper d'un bâtiment dont les murs ont réellement des oreilles ? Elle ouvre l'armoire, prend ses affaires, passe par-dessus le petit tabouret qui, en fait, est un chien, et sort dans le couloir. Ça prenait deux ou trois storyboards, c'était vraiment trop long. » Lorsque Burny Mattinson vient à sa rencontre, Chris Sanders est alors très enthousiaste en lui présentant la séquence. Mattinson regarde la première planche puis désigne le cinquième dessin de celle-ci en suggérant une coupure à partir de cet endroit jusqu'à deux dessins de la troisième planche. Chris Sanders s'exécute. Belle dit « Promesse ou pas, je m'en vais. » Elle noue son châle, puis l'équipe coupe pour directement montrer l'extérieur du château au moment où elle s'éloigne sur son cheval.

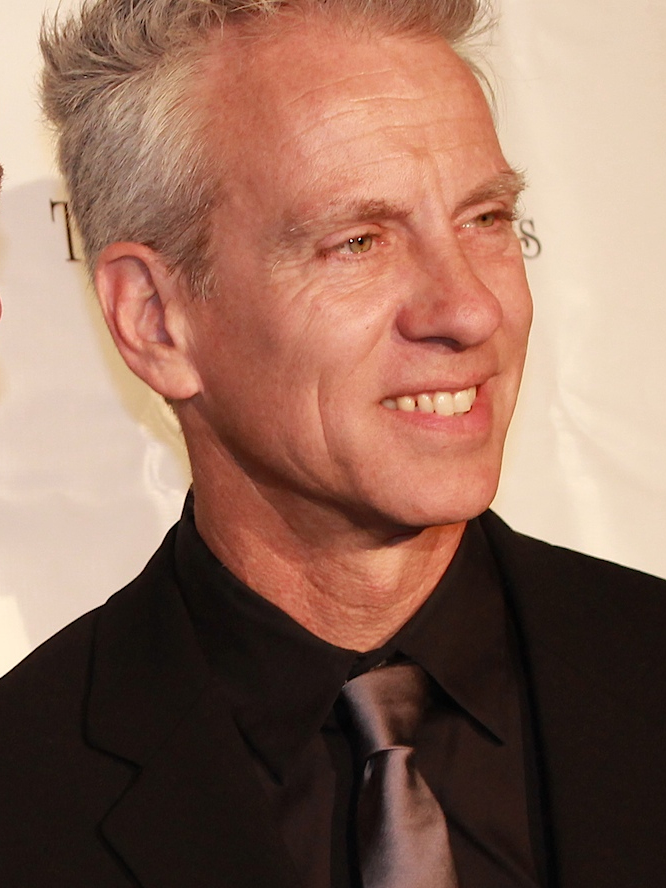
Chris Sanders, ici à la 41e cérémonie des Annie Awards en 2013, est l'un des storyboarders durant la production de La Belle et la Bête.

Chris Sanders part travailler sur Aladdin et revient sur La Belle et la Bête juste à temps pour travailler sur une séquence clé, quand Gaston vient de poignarder la Bête. Pour lui, de tous les souvenirs qu'il garde de Disney, cette scène ou la Bête meurt et ressuscite reste l'un des plus vivaces. Linda Woolverton se charge de l'écriture de la scène tandis que Sanders la passe en revue en barrant les détails superflus : « J'ai ramené cela au moment où la Bête dit : « Vous êtes revenue... » en caressant le visage de Belle. Je me suis dit que le film tout entier se résumait à ça. » Lors d'une réunion de production, le 16 avril 1991, Jeffrey Katzenberg approuve en prétextant que cette phrase est cruciale car c'est ce détail qui va faire monter les larmes qui seront versées dans la scène suivante. C'est ce qui provoque l'émotion dont la production à besoin pour faire pleurer les spectateurs, parce que tout le monde croit que la Bête est morte. Avant de storyboarder la séquence, Chris Sanders a de longues discussions avec Brenda Chapman car ils sont « sur la même longueur d'onde. » Il explique : « Notre idée, c'était de faire dire à la Bête ce qu'il avait besoin de dire. Belle lui répond : « Je vous aime » mais on a l'impression que c'est trop tard. On montre la rose, et le dernier pétale qui tombe. » Grâce à cette séquence, les deux artistes provoquent une vive émotion chez les spectateurs avant de ramener la Bête à la vie.
En préparant les storyboards, Chris Sanders tombe sur un morceau de piano de Dave Grusin qui lui fournit le rythme et l'atmosphère de la scène. Durant un week-end, alors que Chris Sander travaille au studio, Don Hahn se présente. Sanders épingle ses dessins au mur, lance la musique qui l'inspire et il présente la séquence. Don Hahn réagit positivement à la scène, les larmes aux yeux. Pour son travail, Hahn acclame Sanders s'exclamant que ce dernier a le don de transformer des séquences qui pourraient être plates et banales en expériences spirituelles.
À la demande de Michael Eisner, La Belle et la Bête est le premier long-métrage d'animation Disney dont le scénario a été complètement développé par un scénariste avant l'animation. Dans les films précédents, l'utilisation de storyboards permettait l'évolution de l'histoire en fonction des propositions des animateurs. La raison invoquée pour ce changement est que plusieurs films avaient dépassé leur budget en raison du temps passé à développer des séquences finalement abandonnées, les producteurs réalisèrent qu'ils pouvaient économiser du temps et de l'argent en ayant un scénario finalisé avant de commencer l'animation. Linda Woolverton écrit la première version du scénario avant que les animateurs ne travaillent sur les storyboard mais elle continue de travailler avec l'équipe scénaristique pour revoir et développer certaines séquences.

### Mise en musique et réécriture du scénario
Le studio Disney propose le poste à Ron Clements et John Musker mais le duo refuse en raison de la fatigue consécutive à la réalisation récente du film à succès La Petite Sirène (1989). Le duo avait déjà réalisé le court métrage pour Katzenberg demande aussi aux auteurs-compositeurs de La Petite Sirène, Howard Ashman et Alan Menken, de travailler sur La Belle et la Bête afin d'en faire aussi une comédie musicale dans le style Broadway. Ashman qui travaillait déjà sur Aladdin(1992), un projet qui lui tenait à cœur, apprend qu'il va mourir des complications du sida et accepte à contre cœur de rejoindre l'équipe de production alors en difficulté. Pour s'accommoder à la santé défaillante d'Ashman, l'équipe de préproduction déménage de Londres pour un hôtel Residence Inn à Fishkill près de New York où réside Ashman. Ashman et Menken rejoignent Wise, Trousdale, Hahn et Woolverton afin de reprendre le script,.
L'histoire originale de Jeanne-Marie Leprince de Beaumont ne comporte que deux principaux personnages et l'équipe Disney a développé ce couple, ajouté de nouveaux personnages sous la forme d'objets enchantés qui permettent « d'ajouter de la chaleur et de la comédie à une histoire sombre » et de guider le public durant le film. L'équipe ajoute aussi un « vrai méchant » avec le personnage de Gaston. L'utilisation de personnages transformés en objets animés dotés d'une personnalité propre est créditée par Dave Smith à Howard Ashman,.
Ces idées se rapprochent des choix de Cocteau qui met en scène le personnage d'Avenant, un prétendant lourdaud semblable à Gaston par certains côtés et aussi des objets inanimés dans le château de la Bête prenant vie. Dans la version de Disney, les objets obtiennent des personnalités différentes.
Début 1990, Katzenberg approuve le scénario révisé et le storyboarding débute,. L'équipe de pré-production (devenue équipe histoire) entame alors de nombreux allers-retours entre le studio de Burbank en Californie et New York pour avoir la validation d'Ashman sans savoir pourquoi, la maladie d'Ashman n'ayant pas été dévoilée.

#### Écriture de la musique

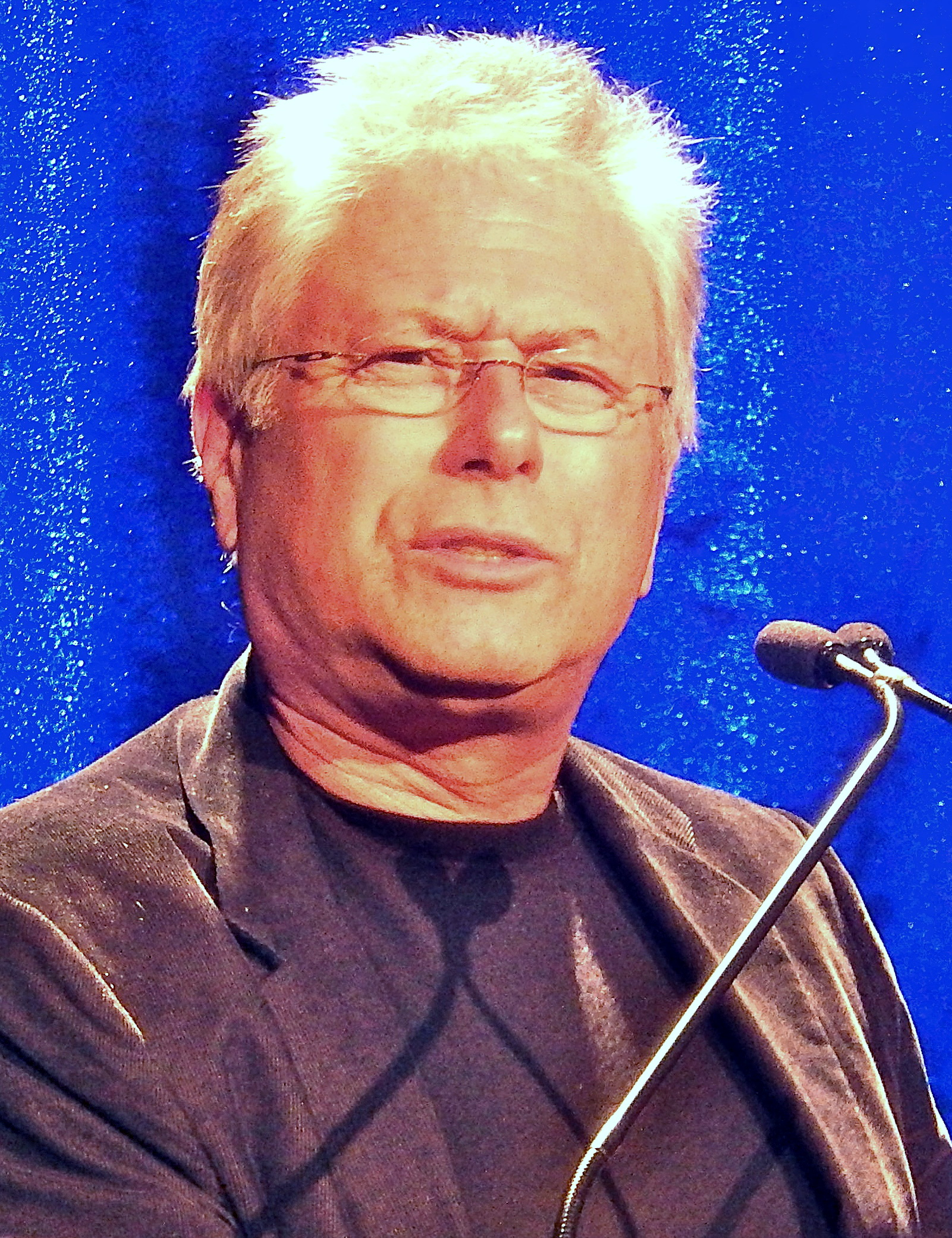
Alan Menken en 2013.

Le film est dédié au librettiste Howard Ashman, mort durant la préparation du film. Sa collaboration avec Alan Menken, de la Petite Sirène (1989) à Aladdin (1992), avait permis à Disney de renouer avec la tradition des numéros musicaux dignes de Broadway. À la fin du film, on peut donc lire :
To our friend, Howard, who gave a mermaid her voice and a beast his soul, we will be forever grateful.
À notre ami, Howard, qui a donné sa voix à une sirène et son âme à une bête, nous serons pour toujours reconnaissants.
Howard Ashman et Alan Menken ont composé la bande sonore du film durant la période de pré-production à Fishkill. La première composition est la scène d'ouverture intitulée Belle dans un style Opérette. L'animation du film a débuté à Burbank en Californie tandis que les enregistrements débutaient à New York. La chanson Belle a été enregistrée principalement en live avec un orchestre avec les acteurs afin de donner une sensation d'albums de troupe ou de captation.
Le duo de compositeurs avait pour but que les chansons servent d'éléments scénaristiques et supportent l'histoire. Selon Menken, les chansons du film sont nées du fait qu'il a été écrit pour « presque... exister en tant que comédie musicale ». Au niveau du style, Ashman et Menken ont été influencés par plusieurs genres et styles musicaux comme la musique classique française et Broadway. Menken a également révélé que les chansons et la bande sonore du film cherchent à transmettre une grande variété d'émotions, allant du poignant à l'humour et à la joie.
Alors qu'il a composé la partie instrumentale qui accompagne le prologue du film, Menken s'est inspiré du Carnaval des animaux (1886) de Camille Saint-Saëns, qu'il qualifie comme sa propre version de la composition de Saint-Saëns. Le mouvement de Saint-Saëns s'approchant le plus du prologue de Menken joué au piano est L'Aquarium. Menken considérait que toute comédie musicale correctement structurée doit contenir une chanson de type « Je veux » car elle se focalise sur « un personnage ayant de grands rêves et qui rencontre des obstacles dans cette quête. » La chanson d'ouverture Belle est une chanson orchestrée et rythmée, accompagnée d'un orchestre complet que l'on peut considérer comme la « Je veux » du film. Musicalement, Menken a conçu Belle dans le style narratif de l'opérette traditionnelle, qu'il définit comme « quelque chose pour dépeindre Belle dans un monde qui est très protecteur et sans danger. » La chanson suivante, Gaston est une « chanson à boire chantée par en gros un groupe de gars de niveau Néandertalien en hommage à un parfait imbécile » si l'on se réfère au choix d'Ashman pour les paroles humoristiques et ironiques. Durant la production, plusieurs modifications de la structure du film ont nécessité le remplacement ou la ré-attribution de chansons.
Lorsqu'ils ont dû composer le morceau de comédie musicale à grande échelle et "scintillant" C'est la fête (Be Our Guest), Menken habituellement compose une mélodie simple mais provisoire qu'il fournit à Ashman pour que ce dernier entame l'écriture des paroles, mélodie que Menken surnomme le "dummy". Mais pour C'est la fête, Menken a finalement renoncé à améliorer la mélodie simple de la chanson qui est devenue la version finale sur laquelle Ashman a écrit les paroles. Menken décrit C'est la fête comme une chanson à la fois simple mais harmonieuse qui laisse les paroles briller. Lors d'un visionnage d'une version presque totalement animée de C'est la fête, le scénariste Bruce Woodside suggère que les objets chantent pour Belle et non pour son père; les réalisateurs Wise et Trousdale acceptent que la séquence et la chanson soient modifiées pour remplacer Maurice par Belle.
Au début, Ashman et Menken avaient composé un morceau assez long de comédie musicale à grande échelle qui s'intitulait Humain à nouveau (Human Again) mais il a été considéré comme trop ambitieux et le duo l'a rapidement écrit et remplacé par un numéro musical de moindre envergure intitulé Je ne savais pas (Something There). Le morceau Humain à nouveau et ses paroles posait des problèmes scénaristiques principalement sur la chronologie de l'histoire et a été retiré avant sa mis en animation, toutefois Menken a conservé la chanson et elle fut utilisée plus tard après la sortie du film (cf. Exploitation et Accueil). La chanson Je ne savais pas a été écrite tardivement vers la fin de la production et insérée dans le script. Dans cette chanson, Belle et la Bête se répondent par voix intérieures sur leur amour naissant l'un pour l'autre.
Selon Menken, le thème principal et titre du film Histoire éternelle - La Belle et la Bête était « une chanson très dure à venir malgré sa relative simplicité,. » Menken révèle que le processus d'écriture de La Belle et la Bête est la plus longue période qu'il ait consacré à une seule chanson. La chanson titre du film a traversé un peu d'incertitude au cours de la production. Originellement conçue comme une chanson orientée rock, elle a changé pour une ballade lente et romantique. Menken et Ashman ont conçu la chanson La Belle et la Bête, qui ressemble à une berceuse, pour avoir une vie en dehors du film. Ils ont demandé à Angela Lansbury d’interpréter la chanson mais elle pense que sa voix n'est pas adaptée à la mélodie. Elle fait part de ses doutes et le duo lui demande juste une prise qu'elle peut faire comme elle l'entend. Durant son interprétation, Angela Lansbury aurait fait fondre en larme tout le monde dans le studio, scellant la chanson dans la seule prise qui lui a été demandée. Cette chanson a été proposée pour l'Oscar de la meilleure Chanson.
Le dernier morceau, avant la reprise de La Belle et la Bête comme générique, est Tuons la bête (The Mob Song) écrit comme « la mise en évidence d'une aventure macho. »

#### Chansons du film
- Belle - Belle, Gaston, LeFou, Chœurs
- Belle (reprise) - Belle
- Gaston - Gaston, Lefou, Chœurs
- Gaston (reprise) - Gaston, Lefou, Chœurs
- C'est la fête (Be Our Guest) - Lumière, Mme Samovar, Chœurs
- Je ne savais pas (Something There) - Belle, la Bête, Lumière, Mme Samovar, Big Ben
- Humain à nouveau (Human Again) - Tous les objets (version longue 2002 uniquement)
- Histoire éternelle - La Belle et la Bête (Beauty and the Beast) - Mme Samovar
- Tuons la bête (The Mob Song) - Gaston, Chœurs
- La Belle et la Bête (générique de fin) - Solistes

La chanson du générique de fin, La Belle et la Bête, est interprétée par Peabo Bryson et Céline Dion dans la version originale, par Charles Aznavour et Liane Foly dans la première version française et par Patrick Fiori et Julie Zenatti dans la seconde version française.

### Choix des interprètes et enregistrement
Le jeune Bradley Pierce est choisi pour prêter sa voix au personnage de Zip, la petite tasse. Selon Kirk Wise, Bradley Pierce décroche immédiatement le rôle grâce à son naturel qui le rend spécial. Il ajoute que rien n'est forcé dans la performance de l'acteur.

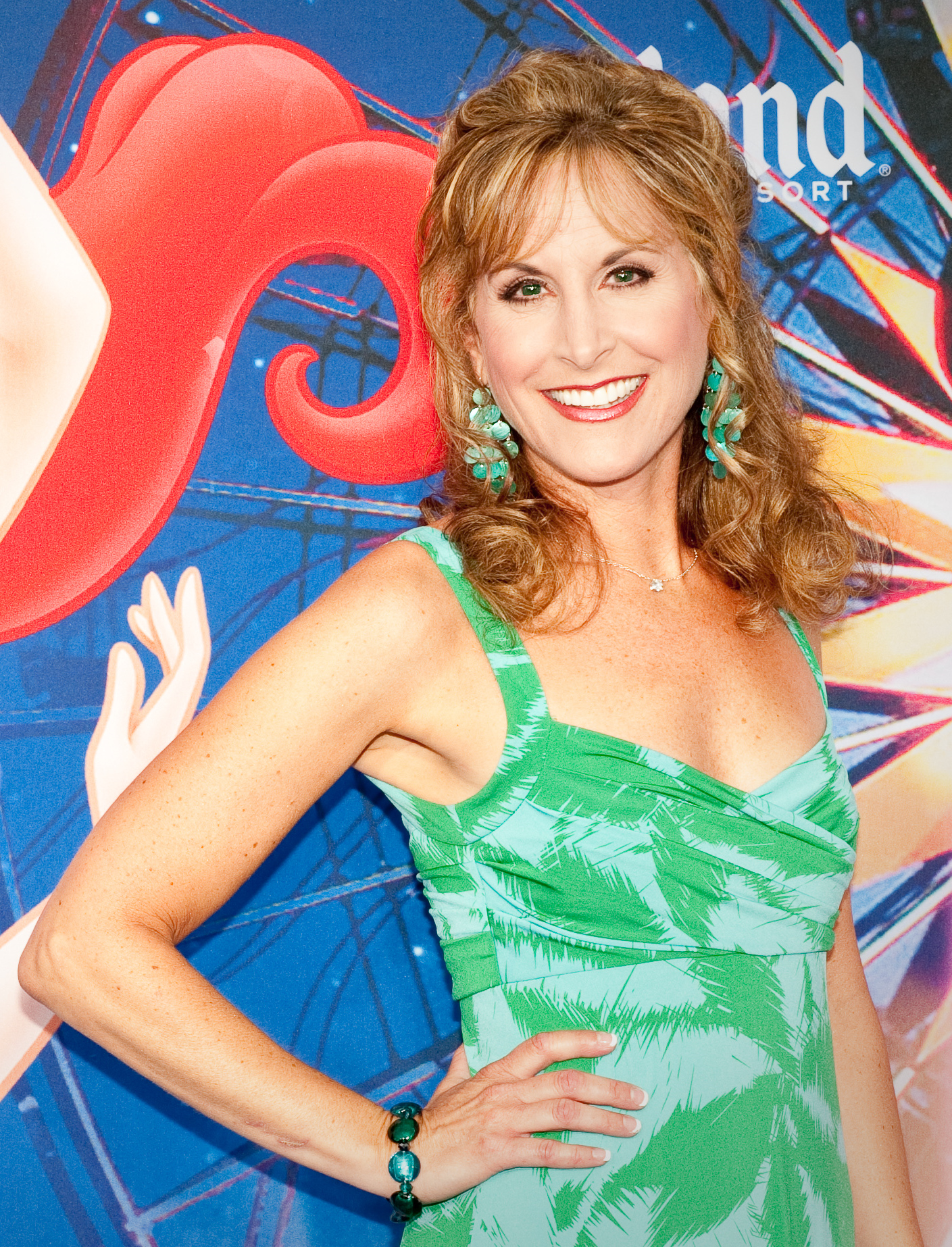
Jodi Benson en 2010

Jodi Benson, l'actrice ayant prêté sa voix à Ariel dans La Petite Sirène (1989), était initialement envisagée pour le rôle de Belle mais elle a été écartée en raison de son timbre trop américain. La production s'est tournée vers l'actrice et chanteuse de Broadway Paige O'Hara car sa voix semblait plus proche d'une femme que de celle d'une fille,. Le coréalisateur Kirk Wise indique que l’attribution du rôle à O'Hara est liée à « une qualité unique, une tonalité que frappait qui la rendait spéciale » rappelant en cela l'actrice et chanteuse américaine Judy Garland. Après avoir pris connaissance du film dans le The New York Times, O'Hara a été en compétition avec 500 personnes mais elle est persuadée que le parolier Howard Ashman admirait son interprétation sur l'enregistrement de la comédie musicale Show Boat et que cela a comptait dans son choix.
Originellement, la séquence C'est la fête s'adressait à Maurice et non à Belle, mais les créateurs estimèrent que c'était une trop belle chanson pour qu'un personnage secondaire en soit le centre. Angela Lansbury, la voix originale de madame Samovar, pensait qu'un autre personnage était mieux placé pour chanter la ballade Histoire éternelle, mais le réalisateur lui demanda de faire au moins une prise au cas où rien d'autre ne marcherait. C'est cette prise unique qui est dans le film. Julie Andrews avait été pressentie pour incarner la voix de Madame Samovar. Dans la version française, pour le même personnage, Lucie Dolène, qui assure les dialogues et les chants dans la version originale, est remplacée par Lily Baron pour les dialogues, et par Christiane Legrand pour la chanson Histoire Eternelle.

### Animation et aspect artistique

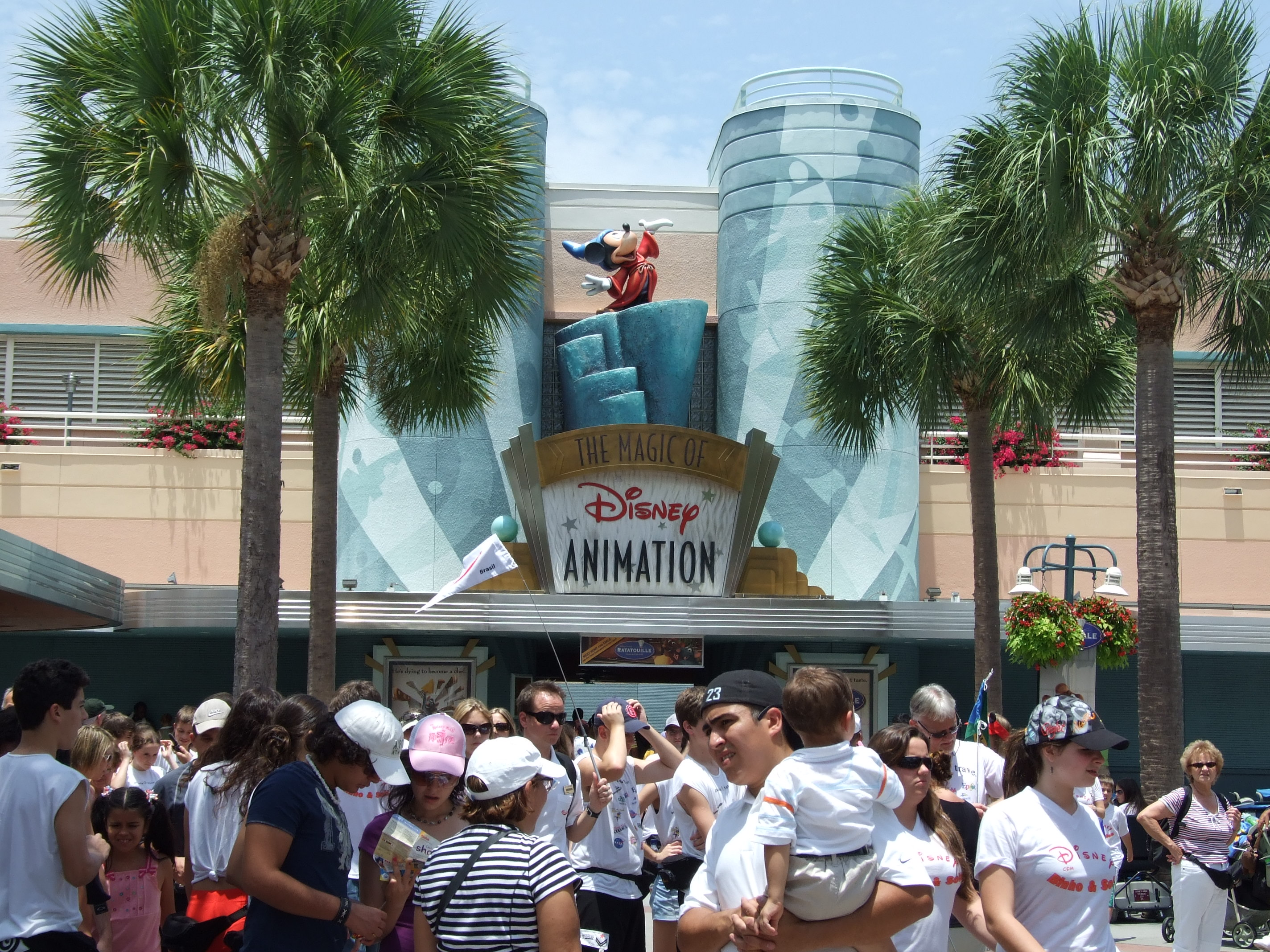
Façade de l'attraction Magic of Disney Animation, partie publique des studios Walt Disney Animation Florida

La Belle et la Bête est le second long-métrage Disney à utiliser intégralement le système Computer Animation Production System (CAPS), un procédé permettant d'encrer et de peindre des séquences d'animation numérisées par caméra numérique, Bernard et Bianca au pays des kangourous (1990) étant le premier,,. La mise en animation du film avait un délai de production de 2 ans au lieu des 4 ans habituellement définis pour Walt Disney Feature Animation principalement à cause de la version préliminaire de Richard Purdum. La production du film a requis près de 600 animateurs artistes et techniciens dont la majeure partie est basée en Californie dans l'Air Way Facility de Glendale. Une petite équipe est basée en Floride au Walt Disney Animation Florida au sein du parc Disney-MGM Studios et a fourni son aide sur plusieurs scènes dont C'est la fête,.
L'usage de la technologie CAPS a permis une plus grande gamme de couleurs ainsi que des ombres plus douces, des effets de lignes colorées sur les personnages, techniques d'animation à la main qui avaient été abandonnées avec l'usage de l'électrophotographie (xérographie) à la fin des années 1950. CAPS a aussi permis à l'équipe de production de simuler les effets de Caméra multiplane en plaçant les personnages et/ou les décors sur des couches différentes et en les déplaçant selon plusieurs axes, donnant l'illusion de la profondeur mais aussi en modifiant le focus sur chaque couche. CAPS offre une meilleure combinaison du dessin à la main et des images générées par ordinateur,. La scène de danse, sur la chanson Histoire Éternelle, est celle utilisant le plus l'animation de synthèse avec la reconstitution en trois dimensions de la salle de bal. Cet usage a permis des mouvements de caméra impressionnants sur les personnages qui dansent. Initialement les producteurs avaient prévu de réaliser cette scène en animation traditionnelle mais avec l'amélioration de la technologie CAPS, ils l'utilisèrent sur la scène de bal. Le temps n'a pas permis de l'appliquer sur les scènes du combat sur le toit du château et de la chasse dans la forêt. Le succès de la séquence de la salle de bal a convaincu les responsables du studio Disney d'investir encore plus dans l'animation de synthèse.

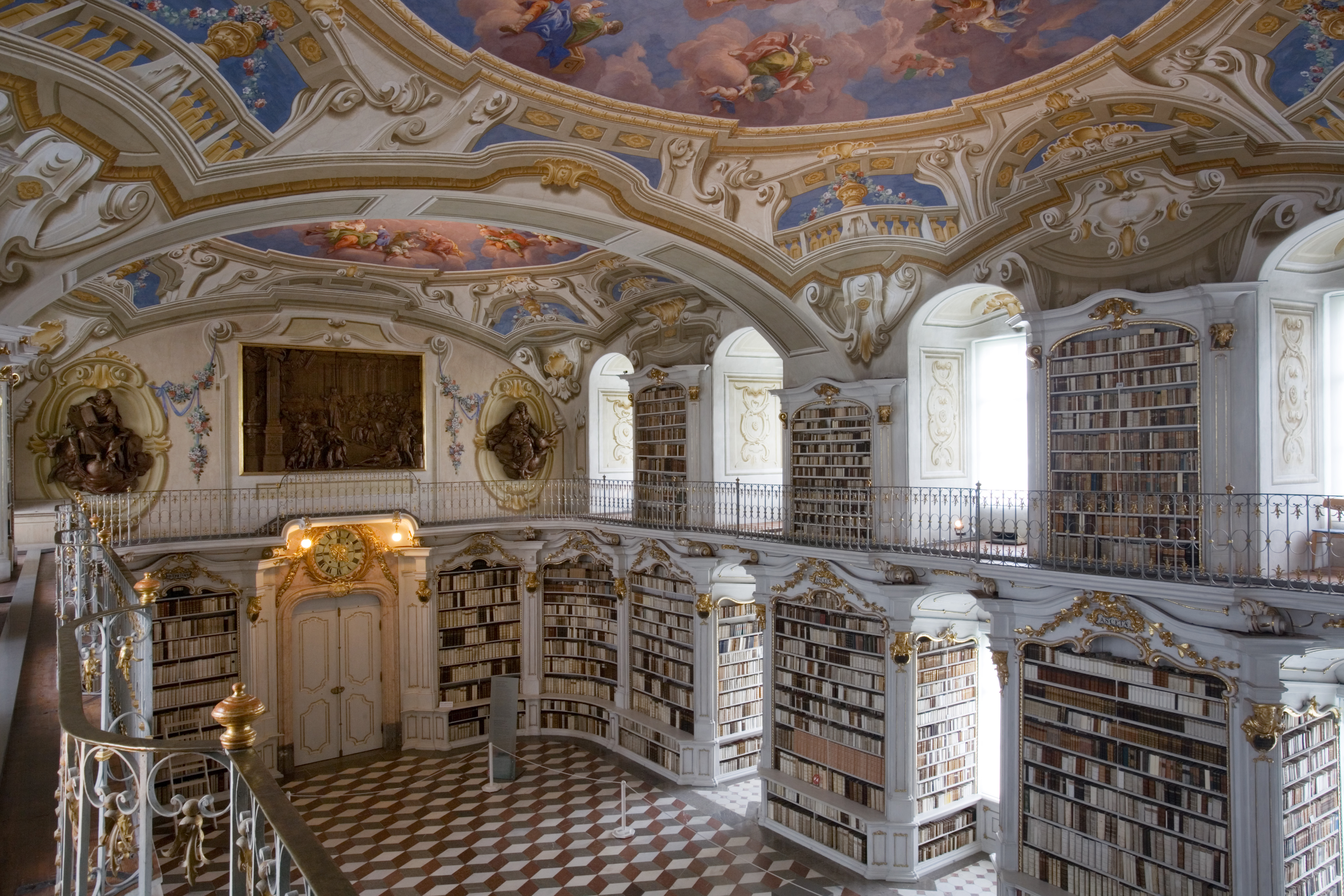
Bibliothèque monastique de l'Abbaye d'Admont en Autriche.

Les directeurs artistiques de Disney ont effectué un voyage de travail dans le val de Loire en France afin d'y puiser l'inspiration, d'y étudier les peintres rococo tels que Jean-Honoré Fragonard et François Boucher et d'avoir un décor plus européen,. Plusieurs des peintures du château sont des versions grossières d'œuvres de peintres célèbres tels que Johannes Vermeer, Rembrandt et Francisco de Goya. La grande bibliothèque du château de la Bête, que Belle découvre avec émerveillement, est inspirée des grandes bibliothèques rocailles du XVIIIe siècle[réf. souhaitée]. On peut citer à titre d'exemple la bibliothèque du Palais national de Mafra au Portugal ou de celle de l'Abbaye d'Admont en Autriche.
Le directeur artistique Brian McEntee, assisté de Lisa Keene, a développé une mise en abîme des couleurs et a fait en sorte par exemple que Belle soit la seule personne du village qui porte du bleu, afin de symboliser sa « marginalité » vis-à-vis des autres villageois. Le seul autre « marginal » à porter du bleu est la Bête.

### Développement des personnages
Le créateur et animateur de La Bête, Glen Keane, a déclaré dans un entretien s'être inspiré de la statue Les Bourgeois de Calais par Auguste Rodin pour animer la transformation finale de La Bête en prince.
Le personnage de la Bête, dessiné par six animateurs supervisés par Glen Keane, a été créé par hybridation en prenant les éléments suivants, :
- la crinière d'un lion ;
- la barbe et l'ossature crânienne d'un buffle ;
- les défenses et le groin d'un sanglier ;
- le pourtour des yeux d'un gorille ;
- les pattes arrière et la queue d'un loup ;
- le corps d'un ours.

Quand la Bête se fait coiffer pour plaire à Belle, la coupe que le portemanteau lui fait est celle du lion peureux dans Le Magicien d'Oz (1939).
Bien que non mentionné dans le film, le nom du Prince est Adam. Lors de la toute première apparition du Prince, on peut lire sur les vitraux du palais sa devise en latin entourant son blason : Vincit qui se vincit (« Vainc qui se vainc »). Elle est inspirée de la locution du poète latin Publilius Syrus Bis vincit, qui se vincit in victoria (« Celui qui sait se vaincre dans la victoire est deux fois vainqueur »). On peut y voir une allusion au fait que la Bête doit surmonter son caractère bestial pour gagner l'amour de Belle.
Le personnage « mignon » du film devait être une boîte à musique, sorte de version musicale du nain Simplet. Mais quand le rôle de Zip fut développé, l'idée de la boîte à musique fut jetée aux oubliettes. Cependant, on peut encore l'apercevoir un bref instant sur une table à côté de Lumière, juste avant le combat entre les objets enchantés et les villageois dans le château de la Bête. Le personnage de Zip n'avait à l'origine qu'une ligne de texte, mais la voix de Bradley Pierce fut tellement appréciée que les scénaristes inventèrent de nouvelles scènes avec la petite tasse, il est aussi le seul objet du château qui appelle Belle par son nom et la tutoie, tous les autres la vouvoient et l'appellent « mademoiselle », « elle », « la dame ».
Dans un plan rapproché de Gaston, quand il tombe du toit du château, à la fin du film, on peut voir des crânes dans ses yeux. Toutefois, cela ne concerne que la version remastérisée du film.

## Exploitation et accueil
Pour la première fois de son histoire, la Walt Disney Company présente une version incomplète du film La Belle et la Bête au Festival du film de New York le 29 septembre 1991. Le film est considéré comme un « en cours » parce que seulement 70 % de l'animation avait été achevée et des storyboards et des tests au crayon ont été utilisés en remplacement des 30 % restants. En outre, certains segments du film qui avaient déjà été finis ont été renvoyés aux étapes précédentes. Toutefois, à la fin de présentation le film au festival reçoit une ovation de 10 minutes,. Le film complet est présenté hors compétition au Festival de Cannes 1992.

### Box office
La première mondiale du film a lieu le 13 novembre 1991 à Hollywood au El Capitan Theatre puis dans un nombre limité de salles avant une sortie nationale, le 22 novembre. Le El Capitan Theatre était sorti quelques mois plus tôt d'une importante rénovation menée par Disney. L'exploitation en salle du film aux États-Unis a permis un bénéfice, après soustraction des coûts de production, de plus de 140 millions de dollars, auxquels doivent s'ajouter les revenus à l'international et autres bénéfices de produits dérivés.

### Récompenses
Si la société Disney est habituée aux Oscars (catégories meilleure musique de film et meilleur court-métrage d'animation), ce film est l'unique dessin animé des studios à avoir concouru dans la catégorie du meilleur film en 1992. Mais c'est Le Silence des agneaux qui remporte finalement la statuette.

### Histoire éternelle, single commercial
À sa sortie, le film récolte trois sélections différentes dans la catégorie Oscar de la meilleure chanson originale de la 64e cérémonie des Oscars pour Belle, C'est la fête et Histoire éternelle – La Belle et la Bête. Le producteur Don Hahn craint que cela porte confusion chez le public et les membres votant de l'Academy of Motion Picture Arts and Sciences, ce qui aurait un effet défavorable sur l'image du film. Pour éviter cela, le studio se bat pour mettre en avant une version populaire du thème du film La Belle et la Bête qui est vendu sous la forme d'un single. Comme Menken le confirme, la chanson avait été conçue pour pouvoir être indépendante du film. Il considère toutefois que c'est la première fois que l'une de ses compositions est réarrangée pour être « transformée en douceur pour l'oreille ». La version populaire anglophone du thème La Belle et la Bête est chantée par Céline Dion et Peabo Bryson durant le générique de fin du film. La version française est chantée par Charles Aznavour et Liane Foly dans la première version française de 1991, et par Patrick Fiori et Julie Zenatti pour la version intégrale de 2002.
Le single La Belle et la Bête permet à Céline Dion d'atteindre une deuxième fois une place dans le top 10 du Billboard Hot 100, à la neuvième place, mais aussi à la troisième place du Hot Adult Contemporary Tracks et à la deuxième place du classement canadien,. La chanson atteint aussi le top 10 en Nouvelle-Zélande et au Royaume-Uni, le top 20 en Australie, aux Pays-Bas et en Irlande, parvenant à dépasser le million de singles vendus au niveau mondial. Le duo Dion-Bryson a gagné le Grammy Award de la meilleure prestation vocale pop d'un duo ou groupe et été sélectionné pour le Grammy Award de l'enregistrement de l'année et le Grammy Award de la chanson de l'année en 1993.

### Humain à nouveau, Broadway et version intégrale
La chanson Humain à nouveau a été intégrée dès 1994 dans l'adaptation en comédie musicale du film La Belle et la Bête présentée à Broadway,.
En 2002, le studio Disney a décidé de sortir dans une édition DVD intégrale le film avec la séquence Humain à nouveau,, qui passe dès lors de 84 à 91 minutes. Dans la version longue française sortie en 2002, tout comme dans les ressorties du Livre de la jungle en 2000 et de Blanche-Neige et les Sept Nains en 2001, Lucie Dolène a été remplacée par une autre comédienne pour cause de procès avec la Walt Disney Company, concernant les droits d'interprétation.
Cette version longue contenant la chanson Humain à nouveau et la fin alternative quant à l'état du château, n'est disponible que sur les versions DVD et IMAX de 2002, qui sont ainsi différentes des versions 3D et 4K, notamment celle disponible sur la plate-forme de streaming Disney Plus, qui correspond donc à la version courte.

## Analyse
Dans le livre La Belle et la Bête, l'histoire éternelle d'un chef-d'œuvre, le producteur Don Hahn qualifie La Belle et la Bête comme un « conte de toujours » tandis que certains spécialistes le relient à la légende de Cupidon et Psyché, Le Roi Grenouille ou encore Le Fantôme de l'Opéra. Le long-métrage aborde l'un des thèmes les plus récurrents dans toutes les cultures, du Japon aux Amérindiens : les étapes de la vie dont la jeune femme qui quitte son père pour épouser un homme.
Bruno Bettelheim, dans Psychanalyse des contes de fées, estime que l'attrait de La Belle et la Bête repose sur deux messages rassurants :
1. les hommes et les femmes ont beau être différents, l'union parfaite est possible avec un partenaire qui s'accorde avec la personnalité de l'autre[78].
2. L'attachement d'un enfant à un parent est naturel et désirable si, au cours de sa maturation, il transfère cet attachement sur un partenaire convenable[78].

Pour d'autres, il y existe un troisième message, celui d'une parabole sur l'apprivoisement de la sexualité masculine. Pour Lynda Haas, Elizabeth Bell et Laura Sells dans From Mouse to Mermaid, le film Les 101 Dalmatiens fait partie des six films de Disney dans lesquels la domination des femmes par l'homme et des humains sur la nature sont apparents, en lien avec les propos sur l'écoféminisme développés par Karen J. Warren. Les autres films sont Les 101 Dalmatiens (1961), Le Livre de la jungle (1967), Les Aventures de Bernard et Bianca (1977) et sa suite Bernard et Bianca au pays des kangourous (1990) et La Petite Sirène (1989). Patrick D. Murphy parle lui d'androcentrisme.
Selon David Whitley, Belle correspond en tout point à l'archétype de la jeune princesse de conte de fées, réinterprété par Disney : elle se fait une place dans le monde à un âge charnière, entre l'enfance et l'univers des adultes. Pour s'accomplir, l'héroïne doit subir une série d'épreuves et s'appuie, pour en triompher, sur les forces de la nature et ses représentants, les animaux. Pour Lynda Haas, le film fait partie des nombreuses productions de Disney où le personnage principal n'a pas de mère. Cependant, à l'exception du cheval Philibert, Belle interagit moins avec les animaux qui font moins partie de son monde que ses prédécesseurs Blanche-Neige, Cendrillon, Aurore et Ariel. Par son caractère et son parcours, elle rejoint toutefois la galerie des grandes princesses Disney : Blanche-Neige, définition première de cet archétype et de ses variations, Cendrillon, Aurore, Jasmine, Pocahontas, Mulan ou encore Ariel, une déclinaison sous-marine.

### Similitudes culturelles
Les Métamorphoses, roman d'Apulée qui date du IIe siècle, présente de fortes similitudes avec La Belle et la Bête. Dans le livre V, une vieille femme raconte l'histoire de Cupidon et Psyché à Charité, une jeune fille enlevée par des bandits. Ce récit s'inspire d'un texte grec qui a disparu. Les véritables origines du conte restent par conséquent inconnues.
Certains auteurs et experts suggèrent que l'histoire de la Belle et la Bête pourrait être influencée par l'histoire de Pedro Gonzales, né au XVIe siècle sur l'île de Tenerife (Espagne), qui a été portée à la cour du roi de France Henri II,. Il souffrait d'hypertrichose, provoquant une croissance anormale des cheveux sur le visage et d'autres parties. À Paris, il fut  accueilli sous la protection du roi et épouse une belle femme parisienne nommée Catherine,.

### Postérité
À la suite du succès de La Belle et la Bête après sa sortie, Philip Glass compose un opéra en hommage au film.

## Adaptations et produits dérivés
La société Disney a créé plusieurs produits dérivés de ce long métrage d'animation.

### Films d'animation et remake avec acteurs
À la fin des années 1990, une période qui voit la plupart des films Disney faire l'objet d'une suite, le studio Disney réalise deux suites pour La Belle et la Bête, toutes deux sorties directement en vidéo :
- La Belle et la Bête 2 : Le Noël enchanté (1997)
- Le Monde magique de la Belle et la Bête (1998)

Le 26 janvier 2015, l'actrice Emma Watson est engagée pour le rôle de Belle et Dan Stevens est engagé pour le rôle de la Bête dans le remake en prise de vues réelle de La Belle et la Bête (1991) dont le tournage est prévu en 2015 et dont la sortie au cinéma est prévue pour 2017,,.

### Les Spectacles et comédies musicales

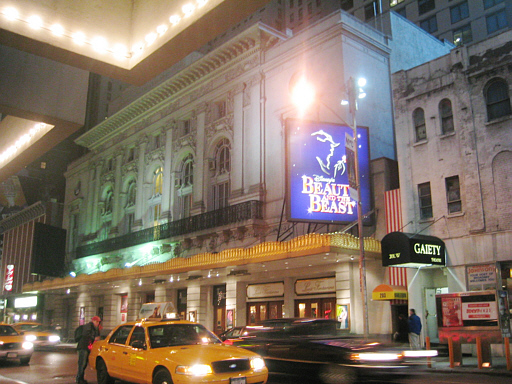
Façade du Lunt-Fontanne Theatre à New York en 2003.

La Belle et la Bête est un spectacle musical, monté pour les parcs à thèmes Disney par Walt Disney Entertainment avec la première le 22 novembre 1991 au Disney-MGM Studios. Ce spectacle a été mis en scène par Robert Jess Roth et chorégraphié Matt West, qui rejoignent par la suite la production à Broadway en 1994.
La Belle et la Bête est une comédie musicale, montée pour la première fois à Broadway en 1994 par Walt Disney Theatrical Productions. Cette adaptation donne lieu à plusieurs déclinaisons locales. Le 26 février 2015, en plus du remake cinématographique avec acteurs prévu pour 2017, Disney India annonce une nouvelle adaptation de La Belle et la Bête (1991) sous la forme d'une déclinaison locale de la comédie musicale La Belle et la Bête avec une troupe indienne.

### Jeux vidéo
La Belle et la Bête a été adapté plusieurs fois en jeu vidéo :
- 1992 : La Belle et la Bête sur DOS
- 1993 : Beauty and the Beast: Belle's Quest sur Mega Drive
- 1993 : Beauty and the Beast: Roar of the Beast sur Mega Drive
- 1994 : La Belle et la Bête sur NES et Super Nintendo
- 1999 : Beauty and the Beast: A Board Game Adventure sur Game Boy Color
- 2000 : Beauty and the Beast: Fun-Filled Activity Centre sur Windows
- 2003 : Belle's Magic Mirror sur téléphone mobile
- 2005 : Beauty and the Beast: Magical Ballroom sur Windows
- 2017 : Beauty and the Beast: Perfect Match sur iOS et Android

## Autour du film
- Un épisode du dessin animé Animaniacs fait intervenir une parodie du film intitulée Choupie et la Bête.
- Le personnage de Gaston présente un visage étonnamment ressemblant avec le Capitaine Sade dans le film Métal Hurlant (1981)
- Le film est parodié dans la série animée American Dad!, dans l'épisode 8 de la saison 9.
- L'actrice Audrey Hepburn aurait inspiré les visuels du personnage de Belle dans La Belle et la Bête ainsi que celui d'Aurore dans la Belle au Bois Dormant.[92],[93]